# مونتريال
مُنتِرِيَال أو مونتريال (بالفرنسية: Montréal، بالإنجليزية: Montreal) هي أكبر مدينة في مقاطعة كيبيك، وثاني أكبر مدينة في كندا، وتاسع أكبر مدينة في أمريكا الشمالية. تأسست عام 1642 باسم "فيل ماري" أو "مدينة ماري"، وحملت لاحقاً اسمها الحالي نسبة إلى جبل مونت رويال، وهو جبل ذو ثلاث قمم بُنيت حوله المستوطنة الأولى. تقع المدينة على جزيرة مونتريال وعدد قليل من الجزر الصغيرة المحيطة، وأكبرها جزيرة إيل بيزار. تبعد المدينة 196 كيلومتراً شرق العاصمة الوطنية أوتاوا، و258 كيلومتراً جنوب غرب عاصمة المقاطعة، مدينة كيبيك.
اعتباراً من عام 2021، بلغ عدد سكان المدينة 1,762,949 نسمة، فيما بلغ عدد سكان المنطقة الحضرية الكبرى 4,291,732 نسمة، ما يجعلها ثاني أكبر منطقة حضرية في كندا. اللغة الفرنسية هي اللغة الرسمية للمدينة. وفي عام 2021، أفاد 85.7% من سكان مونتريال بأنهم يجيدون اللغة الفرنسية، بينما بلغت النسبة 90.2% في المنطقة الحضرية الكبرى. تُعد مونتريال واحدة من أكثر المدن ثنائية اللغة في كيبيك وكندا، حيث إن 58.5% من السكان يستطيعون التحدث باللغتين الفرنسية والإنجليزية.
كانت مونتريال تاريخياً العاصمة التجارية لكندا، لكنها فقدت هذا المركز لصالح تورونتو في سبعينيات القرن العشرين من حيث عدد السكان والقوة الاقتصادية. ومع ذلك، لا تزال المدينة مركزًا مهماً للفنون، والثقافة، والأدب، والسينما والتلفزيون، والموسيقى، والتجارة، وصناعة الطيران، والنقل، والتمويل، والصناعات الدوائية، والتكنولوجيا، والتصميم، والتعليم، والسياحة، والطعام، والموضة، وتطوير ألعاب الفيديو، والشؤون العالمية. تضم مونتريال المقر الرئيسي لمنظمة الطيران المدني الدولي، وتم تصنيفها كمدينة تصميم من قبل اليونسكو عام 2006. في عام 2017، صُنفت مونتريال في المرتبة الثانية عشرة كأكثر المدن ملاءمة للعيش في العالم وفقاً لتصنيف وحدة الاستخبارات الاقتصادية العالمية، لكنها تراجعت إلى المرتبة الأربعين في تصنيف عام 2021 بسبب الضغوط على النظام الصحي الناجمة عن جائحة فيروس الكورونا. تُصنف مونتريال بانتظام ضمن أفضل عشر مدن في العالم للطلاب الجامعيين وفقاً لتصنيفات QS للجامعات العالمية. وفي عام 2018، تم تصنيفها كمدينة عالمية.
استضافت مونتريال العديد من الأحداث الدولية المهمة، بما في ذلك المعرض الدولي والعالمي لعام 1967 (Expo 67)، وهي المدينة الكندية الوحيدة التي استضافت الألعاب الأولمبية الصيفية، حيث أقيمت هناك عام 1976. تستضيف المدينة أيضاً جائزة كندا الكبرى للفورمولا 1، ومهرجان مونتريال الدولي للجاز، وهو أكبر مهرجان جاز في العالم، ومهرجان "جاست فور لافز" (Just for Laughs)، وهو أكبر مهرجان كوميدي في العالم، ومهرجان "فرانكوس دي مونتريال"، وهو أكبر مهرجان موسيقي باللغة الفرنسية في العالم. في المجال الرياضي، تُعرف المدينة بأنها موطن لفريق مونتريال كانيديينز في دوري الهوكي الوطني، والذي فاز بكأس ستانلي 24 مرة، وهو رقم قياسي.

## أصل التسمية
في لغة الأوجيبوي، تُسمى الأرض مونياانغ (Mooniyaang أو Moon’yaang)، والتي كانت تُعرف بأنها "أول محطة توقف" في قصة هجرة الأوجيبوي كما وردت في نبوءة النيران السبع.
في لغة الموهوك، تُسمى الأرض تيهوتيآكي (Tiohtià:ke). وهو اختصار لكلمة تيونيهتيهوتيآكون (Teionihtiohtiá:kon)، والتي تُترجم بشكل تقريبي إلى "حيث انقسمت المجموعة أو افترقت طرقها".
أطلق المستوطنون الفرنسيون القادمون من مدينة لافليش، فرنسا على مدينتهم الجديدة، التي تأسست عام 1642، اسم فيل ماري (Ville Marie) أي "مدينة ماري"، تكريماً للسيدة مريم العذراء.
يُعتقد عموماً أن الشكل الحالي للاسم، مونتريال (Montréal)، مشتق من اسم مون روايال (Mont Royal) بالفرنسية، وهو التل صاحب القمم الثلاثة الواقع في قلب المدينة. هناك عدة تفسيرات لكيفية تحول اسم مون روايال إلى مونتريال. ففي الفرنسية في القرن السادس عشر، كان يتم استخدام الشكلين réal وroyal بشكل متبادل، لذلك قد يكون اسم مونتريال مجرد صيغة بديلة لمون روايال. أما التفسير الآخر، فينسب الاسم إلى ترجمة إيطالية، حيث استخدم الجغرافي الفينيسي جيوفاني باتيستا راموزيو اسم مونتي ريال (Monte Real) للإشارة إلى مونت روايال في خريطته لعام 1556. ومع ذلك، فإن لجنة علم أسماء الأماكن في كيبيك (Commission de toponymie du Québec) ترفض هذا التفسير.
كان المؤرخ فرانسوا دي بيلفوريست أول من استخدم صيغة "مونتريال" للإشارة إلى المنطقة بأكملها عام 1575.

## التاريخ

### قبل الاتصال بالأوروبيين

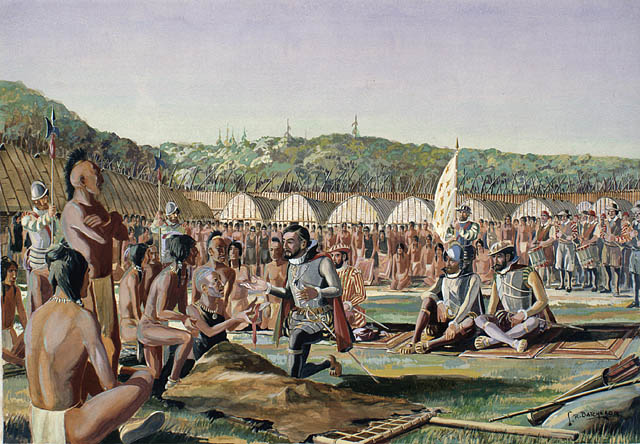
جاك كارتييه في هوشيليغا.

تشير الأدلة الأثرية في المنطقة إلى أن شعوب الأمم الأولى الأصلية كانت قد سكنت جزيرة مونتريال منذ ما يقارب 4000 سنة. وبحلول عام 1000 ميلادي، بدأوا بزراعة الذرة الصفراء. وخلال بضع مئات من السنين، بنوا قرى محصنة. أنشأ الإيروكوايون في وادي سانت لورانس، وهم مجموعة إثنية وثقافية متميزة عن أمم الإيروكوا (التي كانت حينها متمركزة في ما يُعرف اليوم بولاية نيويورك)، قرية هوشيليغا عند سفح جبل مون روايال قبل قرنين من وصول الفرنسيين. وقد عثر علماء الآثار على أدلة لسكنهم في هذا الموقع وفي أماكن أخرى في الوادي منذ القرن الرابع عشر على الأقل.
زار المستكشف الفرنسي جاك كارتييه قرية هوشيليغا في الثاني من أكتوبر عام 1535، وقدر عدد سكانها من السكان الأصليين بأكثر من ألف شخص. أما الأدلة على الاحتلال الأسبق للجزيرة، مثل تلك التي كُشف عنها في عام 1642 أثناء بناء حصن فيل-ماري، فقد أُزيلت عملياً.

### الاستيطان الأوروبي المبكر (1600–1760)
في عام 1603، ذكر المستكشف الفرنسي صمويل دو شامبلان أن الإيروكوايين في وادي سانت لورانس ومستوطَناتهم قد اختفوا تماماً من الوادي. ويُعتقد أن ذلك كان نتيجة للهجرة، أو تفشي الأمراض الأوروبية، أو الحروب القبلية.
في عام 1611، أسس شامبلان مركزاً لتجارة الفراء على جزيرة مونتريال في موقع سُمّي في البداية "لا بلاس روايال"، عند التقاء نهر بيتيت ريفيير (Petite Riviere) ونهر سانت لورانس، وهو الموقع الذي تقوم عليه اليوم منطقة بوينت-آ-كاليير (Pointe-à-Callière).
وفي خريطته لعام 1616، أطلق شامبلان على الجزيرة اسم ليْل دو فيلمانون (Lille de Villemenon) تكريمًا للسيد دي فيلمانون، وهو شخصية فرنسية كانت تسعى لنيل منصب نائب الملك في فرنسا الجديدة. وفي عام 1639، حصل جيروم لو رواييه دو لا دوفرسيير (Jérôme le Royer de la Dauversière) على لقب السنيور الإقطاعي لجزيرة مونتريال باسم جمعية نوتردام في مونتريال، بهدف إنشاء بعثة تبشيرية كاثوليكية لإدخال السكان الأصليين إلى الديانة المسيحية.
قام دو لا دوفرسيير بتعيين بول شوديدي دي ميزونوف (Paul de Chomedey de Maisonneuve)، الذي كان يبلغ من العمر آنذاك 30 عاماً، لقيادة مجموعة من المستوطنين الفرنسيين لبناء بعثة تبشيرية على إقطاعيته الجديدة. غادر المستوطنون فرنسا عام 1641 متجهين إلى كيبيك، ووصلوا إلى الجزيرة في العام التالي. في 17 مايو 1642، تم تأسيس فيل-ماري (Ville-Marie) على الضفة الجنوبية لجزيرة مونتريال، وكان ميزونوف أول حاكم لها. شمل المستوطَن كنيسة صغيرة ومستشفى تحت إدارة جان مانس.
وبحلول عام 1643، تعرضت فيل-ماري لهجمات من الإيروكوا. وفي عام 1652، عاد ميزونوف إلى فرنسا ليجمع 100 متطوع لتعزيز عدد سكان المستعمرة. ولو فشل هذا المسعى، كان من المقرر التخلي عن مونتريال ونقل الناجين إلى مدينة كيبيك. وعندما وصل المتطوعون المائة في خريف عام 1653، كان عدد سكان مونتريال لا يتجاوز 50 شخصاً.

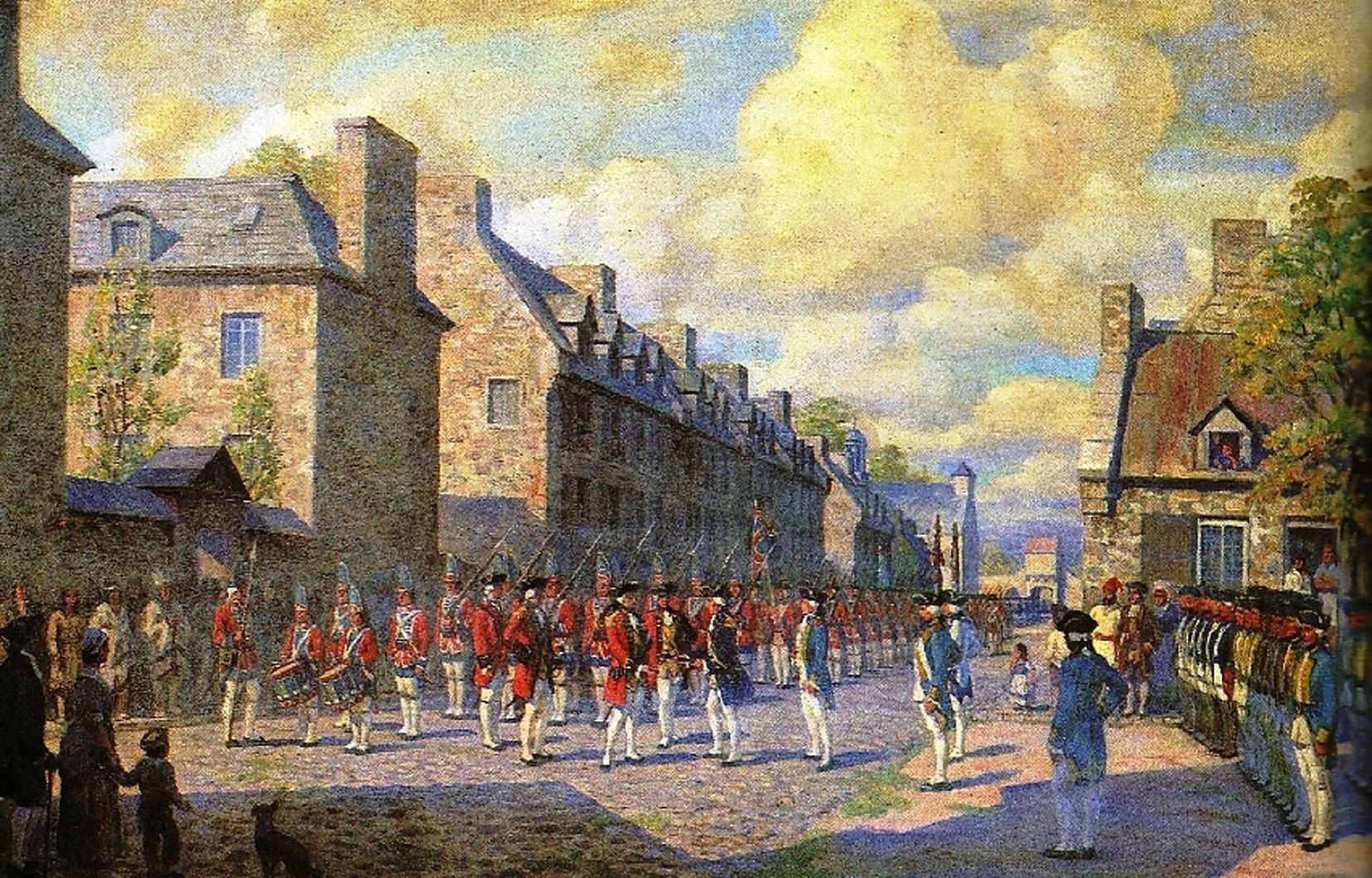
السلطات الفرنسية تسلّم مدينة مونتريال للبريطانيين بعد توقيع بنود استسلام مونتريال عام 1760.

بحلول عام 1685، كان عدد سكان فيل-ماري يقارب 600 مستوطن، يعيش معظمهم في منازل خشبية متواضعة. أصبحت فيل-ماري مركزاً لتجارة الفراء وقاعدة لانطلاق رحلات الاستكشاف.
في عام 1689، شن الإيروكوا المتحالفون مع الإنجليز هجومًا على منطقة لاشين في جزيرة مونتريال، وارتكبوا أسوأ مذبحة في تاريخ فرنسا الجديدة.
مع بداية القرن الثامن عشر، استقر رهبان جمعية السولبيسيين هناك. ومن أجل تشجيع الاستيطان الفرنسي، أرادوا إبعاد قبائل الموهوك عن مركز تجارة الفراء في فيل-ماري. وكان لديهم قرية تبشيرية تُعرف باسم كاناواكي جنوب نهر سانت لورانس. وأقنع الرهبان بعض الموهوك بإنشاء مستوطنة جديدة في أراضي صيدهم السابقة شمال نهر أوتاوا، والتي أصبحت تُعرف باسم كانيساتاكي.
وفي عام 1745، انتقلت عدة عائلات من الموهوك إلى أعلى النهر لتأسيس مستوطنة جديدة تُعرف باسم أكويساسني. ولا تزال كاناواكي وكانيساتاكي وأكويساسني حتى اليوم محميات للموهوك في كندا.
ظل الكيان الكندي يُدار كمستعمرة فرنسية حتى عام 1760، عندما سقطت مونتريال في يد هجوم بريطاني خلال حرب السنوات السبع، ثم استسلمت المستعمرة بريطانيا العظمى.
كان اسم فيل-ماري هو المستخدم رسمياً في جميع الوثائق حتى عام 1705، حين ظهر اسم مونتريال للمرة الأولى، رغم أن الناس كانوا يشيرون إلى "جزيرة مونتريال" قبل ذلك بكثير.

### الاحتلال الأمريكي (1775–1776)
كجزء من الثورة الأمريكية، حصل غزو كيبك بعد أن استولى بينيديكت أرنولد (Benedict Arnold) على حصن تيكونديروجا في ما يُعرف اليوم بشمال ولاية نيويورك في مايو 1775، لاستخدامه كنقطة انطلاق لحملته على كيبيك في سبتمبر.وأثناء اقتراب أرنولد من سهول أبراهام، سقطت مونتريال في يد القوات الأمريكية بقيادة ريتشارد مونتغومري (Richard Montgomery) في 13 نوفمبر 1775، بعد أن تم التخلي عنها من قبل الحاكم البريطاني غاي كارلتون (Guy Carleton).
وبعد انسحاب أرنولد من مدينة كيبك إلى منطقة بوانت-أو-ترمبل (Pointe-aux-Trembles) في 19 نوفمبر، غادرت قوات مونتغومري مونتريال في الأول من ديسمبر ووصلت إلى هناك في الثالث من الشهر نفسه لوضع خطة للهجوم على مدينة كيبك، حيث ترك مونتغومري ديفيد ووسْتر (David Wooster) مسؤولًا عن المدينة. قُتل مونتغومري خلال الهجوم الفاشل، وأرسل أرنولد، الذي تولى القيادة بعد وفاته، اللواء موسى هازن (Moses Hazen) لإبلاغ ووسْتر بالهزيمة.
في 20 مارس 1776، غادر ديفيد ووسْتر مونتريال ليحل محل بينيديكت أرنولد في قيادة الهجمات المتواصلة على مدينة كيبك، تاركًا القيادة للواء هازن. وفي 19 أبريل، وصل أرنولد إلى مونتريال ليتسلم القيادة من هازن، الذي بقي نائبًا له. أرسل هازن العقيد تيموثي بيدل (Timothy Bedel) لتشكيل حامية عسكرية قوامها 390 رجلًا في موقع يبعد 40 ميلاً أعلى النهر في ليس سيدريس (Les Cèdres) بكيبك، بهدف الدفاع عن مونتريال ضد الجيش البريطاني. وفي معركة السيدارس (Battle of the Cedars)، استسلم الملازم إسحاق باترفيلد (Isaac Butterfield)، مساعد بيدل، للقائد البريطاني جورج فورستر (George Forster).
تقدم فورستر إلى حصن سينيڤيل في 23 مايو. وبحلول 24 مايو، كان أرنولد قد تحصّن في حي لاشين بمدينة مونتريال. اقترب فورستر في البداية من لاشين، ثم انسحب إلى كوينز-شين (Quinze-Chênes). بعد ذلك، تخلّت القوات الأمريكية عن لاشين لمطاردة فورستر. وفي 26 مايو، أحرقت القوات الأمريكية حصن سينيڤيل. عندما عبر أرنولد نهر أوتاوا في مطاردة فورستر، تصدت مدافع فورستر له وأجبرت قواته على التراجع. تفاوض فورستر على تبادل أسرى مع هنري شيربيرن (Henry Sherburne) وإسحاق باترفيلد، وأدى ذلك إلى إعادة الملازم المساعد بارك إلى الأمريكيين في 27 مايو عبر قارب. تابع أرنولد وفورستر المفاوضات، وتم إطلاق المزيد من الأسرى الأمريكيين لصالح أرنولد في منطقة سانت-آن-دي-بلفو (Sainte-Anne-de-Bellevue) في كيبك (المعروفة باسم "حصن آن") بتاريخ 30 مايو، بعد تأخير لمدة يومين بسبب الرياح.
انسحب أرنولد في نهاية المطاف بقواته عائداً إلى حصن تيكونديروجا في ولاية نيويورك بحلول فصل الصيف. في 15 يونيو، رصد رسول أرسله أرنولد بالقرب من سوريل-تريسي عودة غاي كارلتون على رأس أسطول من السفن، وقام بإبلاغه بذلك. قامت قوات أرنولد بإخلاء مونتريال ،وحاولت إحراقها أثناء الانسحاب قبل وصول أسطول كارلتون في 17 يونيو. لم يُعد الأمريكيون الأسرى البريطانيين وفقاً للاتفاق السابق، بسبب اتهامات بإساءة المعاملة، حيث رفض الكونغرس تنفيذ الاتفاق استجابةً لاحتجاج جورج واشنطن. ألقى أرنولد اللوم على العقيد تيموثي بيدل في الهزيمة، فأزاله هو والملازم إسحاق باترفيلد من مناصبهم، وأرسلهما إلى سوريل-تريسي لمحاكمتهما عسكرياً. وقد أدى تراجع الجيش الأمريكي إلى تأخير محاكمتهما حتى 1 أغسطس 1776، حيث أُدينا وتم طردهما من الخدمة في تيكونديروجا. وفي أكتوبر 1777، منح الكونغرس للعقيد تيموثي بيدل تفويضاً جديداً بعد أن تم تعيين أرنولد للدفاع عن رود آيلاند في يوليو من العام نفسه.

### التاريخ الحديث (منذ 1832 حتى اليوم)

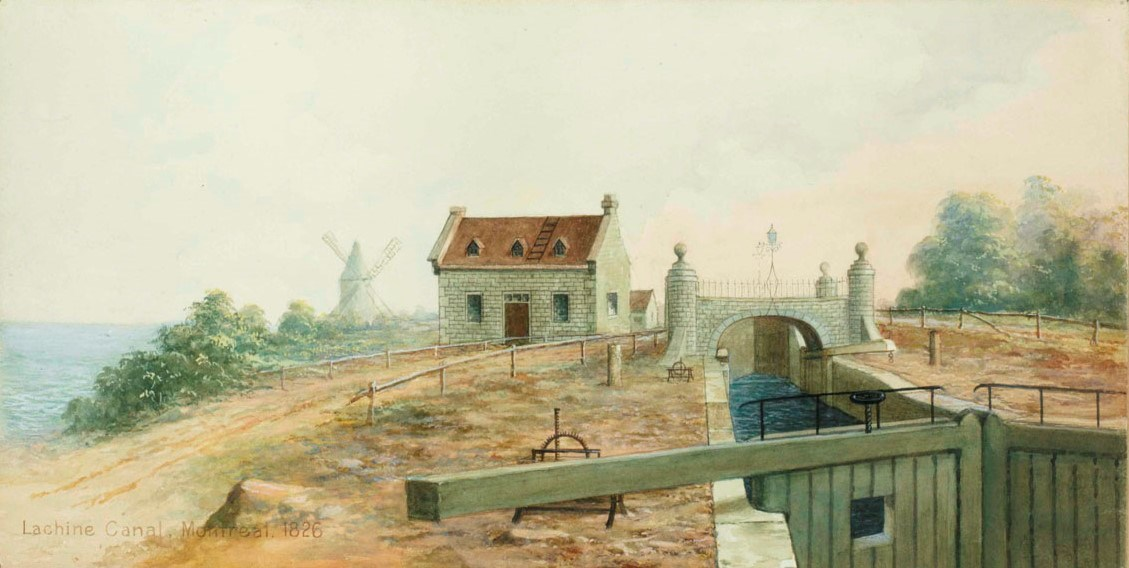
منظر لقناة لا شين في عام 1826، بعد عام من افتتاحها.

أُعِلنت مونتريال رسمياً كمدينة في عام 1832. وقد سمح افتتاح قناة لاشين للسفن بتجاوز التيارات النهرية السريعة للنهر التي كانت غير صالحة للملاحة، بينما ساهم بناء جسر فيكتوريا في ترسيخ مكانة مونتريال كمحور رئيسي للسكك الحديدية. بدأ قادة المجتمع التجاري في مونتريال ببناء منازلهم في منطقة غولدن سكوير مايل حوالي عام 1850. وبحلول عام 1860، أصبحت مونتريال أكبر بلدية في أمريكا الشمالية البريطانية والمركز الاقتصادي والثقافي الأبرز في كندا بدون منازع.
في القرن التاسع عشر، وبسبب النمو السريع في عدد السكان، أصبح من الصعب بشكل متزايد تأمين مياه الشرب في مونتريال. كان الجزء الأكبر من مياه الشرب لا يزال يُستخرج من ميناء المدينة، الذي كان يعج بالحركة والنشاط، مما أدى إلى تدهور جودة المياه فيه. في منتصف أربعينيات القرن التاسع عشر، أنشأت بلدية مونتريال نظامًا مائيًا لضخ المياه من نهر سانت لورانس إلى خزانات أرضية تُعرف باسم "صهاريج"، والتي كانت تُنقل بعد ذلك إلى المواقع المطلوبة. لم يكن هذا النظام الأول من نوعه في المدينة، إذ كان هناك نظام مشابه مملوك للقطاع الخاص منذ عام 1801. في منتصف القرن التاسع عشر، كان توزيع المياه يتم بواسطة موظفين يُعرفون باسم "فونتينير" (fontainiers). كان هؤلاء يفتحون ويغلقون صمامات المياه الموجودة خارج المباني حسب التعليمات، في مختلف أنحاء المدينة. ونظراً لغياب أنظمة السباكة الحديثة في ذلك الوقت، كان من المستحيل توصيل المياه إلى جميع المباني دفعة واحدة، كما كان هذا النظام يُستخدم أيضاً كوسيلة للحفاظ على المياه. لكن النمو السكاني لم يتوقف، فقد ارتفع عدد السكان من 58,000 نسمة في عام 1852 إلى 267,000 بحلول عام 1901.

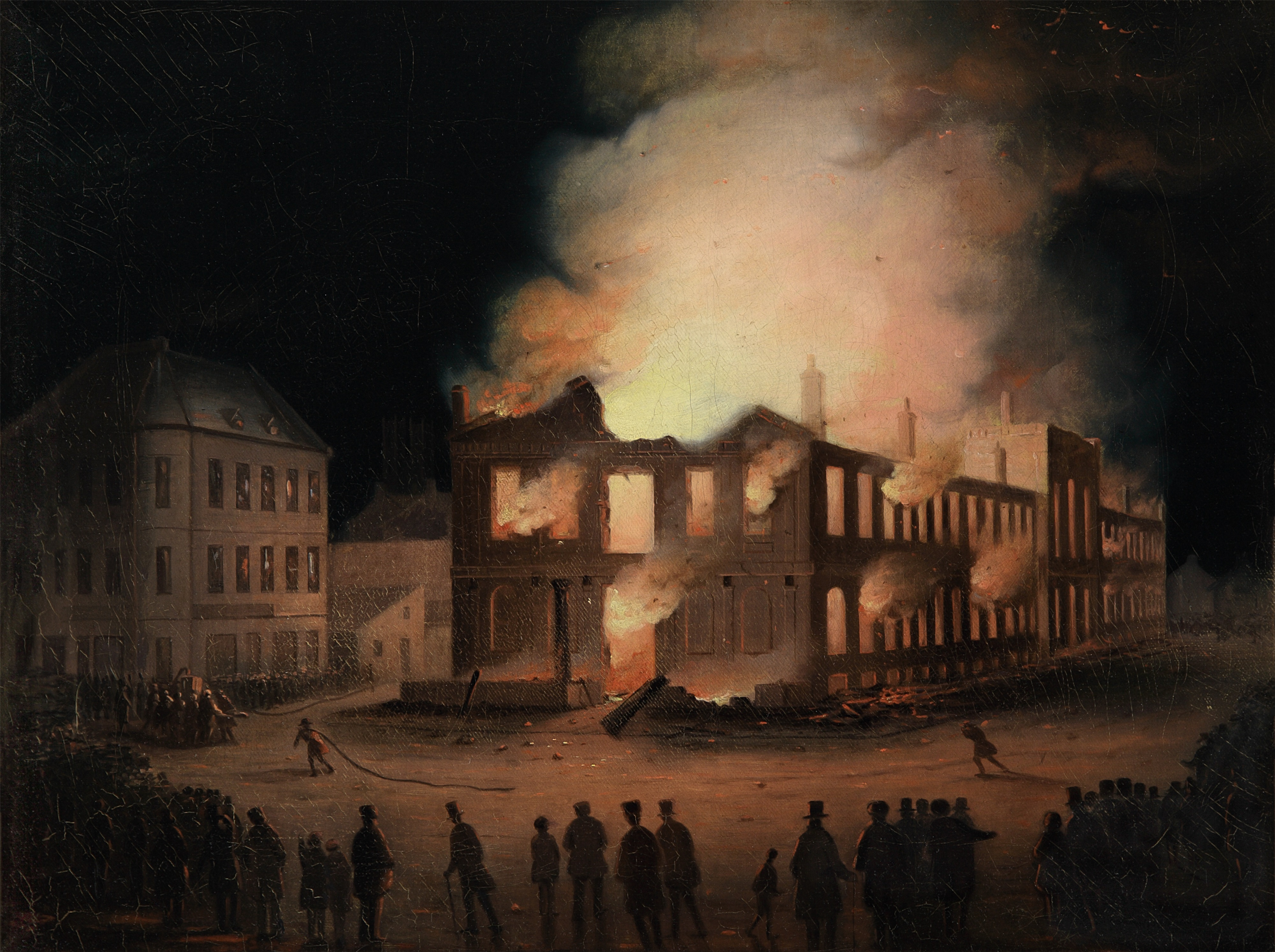
الاحتجاجات السياسية من قبل التوريون أدت إلى إحراق مباني البرلمان في مونتريال عام 1849.

كانت مونتريال عاصمة مقاطعة كندا بين عامي 1844 و1849، لكنها فقدت هذا الوضع بعد أن أضرم حشد من المحافظين (التوريين) النار في مبنى البرلمان احتجاجاً على إقرار قانون تعويضات التمرد (Rebellion Losses Bill). بعد ذلك، بدأت العاصمة بالتنقّل بين مدينتي كيبك وتورونتو حتى عام 1857، عندما اختارت الملكة فيكتوريا بنفسها أوتاوا كعاصمة لأسباب استراتيجية. وكانت الأسباب لذلك مزدوجة: أولاً، لأن موقع أوتاوا كان أكثر داخلية في مقاطعة كندا، ما جعلها أقل عرضة للهجمات من الولايات المتحدة. وثانياَ، وربما الأهم، لأنها كانت تقع على الحدود بين كندا الفرنسية والإنجليزية، مما جعلها خيارًا وسطاً بين مونتريال، وتورونتو، وكينغستون، وكيبك، وهي المدن التي كانت تتنافس لتكون العاصمة الرسمية للدولة الناشئة. وقد احتفظت أوتاوا بوضعها كعاصمة لكندا عندما اتحدت مقاطعة كندا مع نوفا سكوشا ونيو برونزويك لتشكيل اتحاد الدومينيون الكندي في عام 1867.
تم إنشاء معسكر اعتقال في قاعة الهجرة بمدينة مونتريال من أغسطس 1914 حتى نوفمبر 1918.
بعد الحرب العالمية الأولى، أدى تصاعد حركة منع الكحول في الولايات المتحدة إلى تحوّل مونتريال إلى وجهة للأمريكيين الباحثين عن الكحول. وظلّت معدلات البطالة مرتفعة في المدينة، وتفاقمت بعد انهيار سوق الأسهم عام 1929 والكساد الكبير.

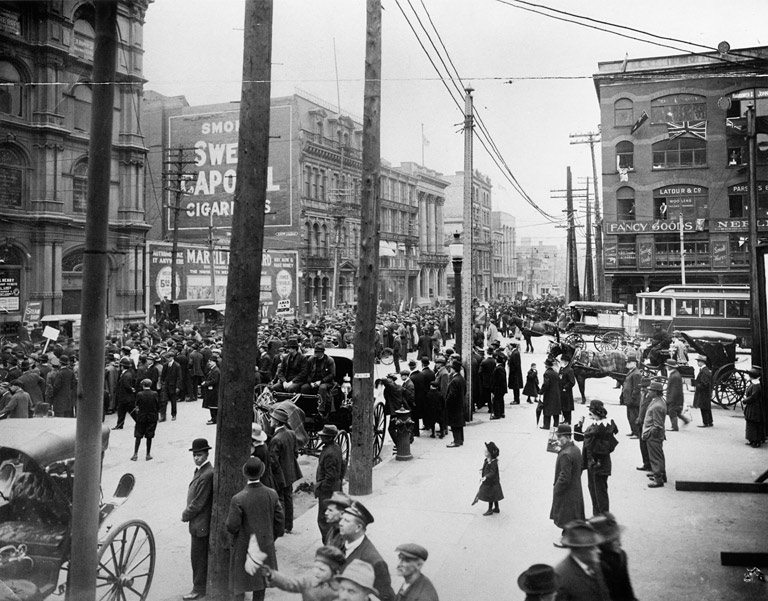
تظاهرة مناهضة للتجنيد في مونتريال عام 1917. خلال كلتا الحربين العالميتين.

خلال الحرب العالمية الثانية، عارض العمدة كاميليان هود (Camillien Houde) سياسة التجنيد الإجباري، وحثّ سكان مونتريال على عصيان قرار الحكومة الفيدرالية بتسجيل جميع الرجال والنساء. وأثار موقفه غضب الحكومة الفيدرالية، التي كانت جزءًا من قوات الحلفاء، فاعتقلته في معسكر احتجاز حتى عام 1944. في ذلك العام، قررت الحكومة فرض التجنيد الإجباري لتوسيع القوات المسلحة ومواصلة القتال ضد دول المحور. (انظر:أزمة التجنيد الإلزامي لعام 1944).
كما كانت مونتريال المقر الرسمي للعائلة المالكة في لوكسمبورغ المنفية خلال الحرب العالمية الثانية.
وبحلول عام 1951، تجاوز عدد سكان مونتريال مليون نسمة. ومع ذلك، بدأت مدينة تورونتو تنمو بشكل ملحوظ، مما شكّل تحدياً لمكانة مونتريال كعاصمة اقتصادية لكندا. في الواقع، كان حجم الأسهم المتداولة في بورصة تورونتو قد تجاوز تلك المتداولة في بورصة مونتريال منذ أربعينيات القرن العشرين. افتُتحت قناة سانت لورانس البحرية عام 1959، مما سمح للسفن بتجاوز مونتريال. ومع مرور الوقت، أدى هذا التطور إلى نهاية الهيمنة الاقتصادية للمدينة مع انتقال العديد من الشركات إلى مناطق أخرى. وخلال ستينيات القرن العشرين، شهدت مونتريال نمواً مستمراً، حيث تم الانتهاء من بناء أطول ناطحات سحاب في كندا، وإنشاء طرق سريعة جديدة، بالإضافة إلى نظام المترو المعروف باسم مترو مونتريال. كما استضافت المدينة المعرض العالمي لعام 1967، إكسبو 67 (Expo67).

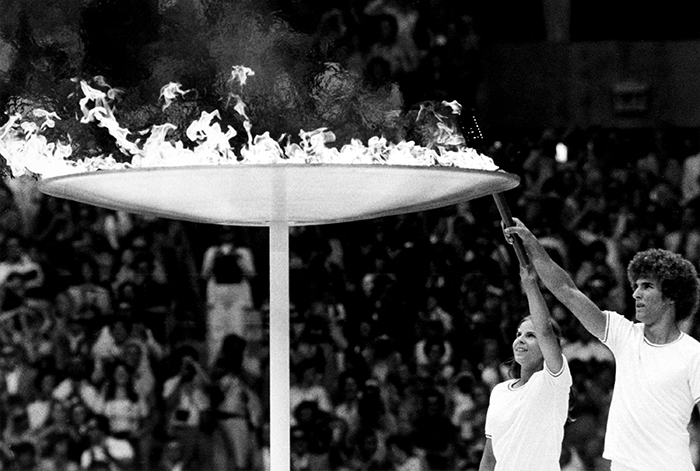
إشعال الشعلة الأولمبية داخل الملعب الأولمبي في مونتريال. استضافت المدينة دورة الألعاب الأولمبية الصيفية لعام 1976.

شهدت سبعينيات القرن العشرين عدد من التغيرات الاجتماعية والسياسية الواسعة، والتي نشأت إلى حد كبير من مخاوف الأغلبية الناطقة بالفرنسية بشأن الحفاظ على ثقافتها ولغتها، في ظل الهيمنة التقليدية للأقلية الكندية-الإنجليزية في المجال التجاري. وقد أدت أزمة أكتوبر وانتخاب الحزب الكيبيكي (Parti Québécois) عام 1976، والذي كان يؤيد الاستقلال السياسي لكيبيك، إلى مغادرة العديد من الشركات والأفراد للمدينة.
في عام 1976، استضافت مونتريال دورة الألعاب الأولمبية الصيفية. وعلى الرغم من أن الحدث جلب للمدينة شهرة عالمية واهتماماً دولياً، إلا أن الملعب الأولمبي الذي بُني لهذه المناسبة تسبب في ديون ضخمة للمدينة.
وخلال الثمانينيات وأوائل التسعينيات، شهدت مونتريال معدل نمو اقتصادي أبطأ مقارنة بالعديد من المدن الكندية الكبرى الأخرى.
كما كانت مونتريال موقعًا لإحدى أسوأ حوادث إطلاق النار الجماعي في كندا، وهي مجزرة مدرسة البوليتكنيك عام 1989، حيث قام مارك ليبين، البالغ من العمر 25 عامًا، بإطلاق النار وقتل 14 امرأة وجرح 14 شخصاً آخر قبل أن ينتحر داخل مدرسة البوليتكنيك.
في 1 يناير 2002، تم دمج مونتريال مع 27 بلدية محيطة بها في جزيرة مونتريال، لتشكيل مدينة موحدة تشمل كامل الجزيرة. وقد واجه هذا الدمج مقاومة كبيرة من الضواحي، حيث اعتبر الكثيرون أن القرار فُرض على الضواحي ذات الغالبية الناطقة بالإنجليزية من قبل حكومة الحزب الكيبيكي. وكما كان متوقعاً، لم يكن هذا القرار شعبياً، وتم التراجع عن عدة عمليات دمج لاحقاً.
ففي يونيو 2004، صوتت عدة بلديات سابقة، تمثل حوالي 13% من سكان الجزيرة، في استفتاءات عامة للانسحاب من المدينة الموحدة. وتم تنفيذ فك الدمج في 1 يناير 2006، مما أسفر عن بقاء 15 بلدية على الجزيرة، من بينها مدينة مونتريال نفسها. ولا تزال البلديات المنفصلة مرتبطة بالمدينة من خلال مجلس التجمع الحضري، الذي يجمع منها الضرائب لتمويل العديد من الخدمات المشتركة.
الجدير بالذكر أن عمليات الدمج في 2002 لم تكن الأولى في تاريخ المدينة، فقد ضمت مونتريال 27 مدينة وبلدة وقرية منذ عام 1883، بدءًا بهوشيليغا، وكان آخر ضم قبل 2002 هو منطقة بوانت-أو-ترمبل في عام 1982.
جلب القرن الحادي والعشرون معه نهضة في المشهدين الاقتصادي والثقافي لمدينة مونتريال. ومن بين المشاريع التي ساهمت في هذا الانتعاش: بناء ناطحات سحاب سكنية جديدة، وإنشاء مستشفيين كبيرين، مستشفى مركز جامعة مونتريال (CHUM) ومركز الصحة التابع لجامعة مكغيل (MUHC)، وإنشاء حي العروض الثقافية (Quartier des Spectacles)، وإعادة بناء تقاطع توركو (Turcot Interchange)، وإعادة تصميم تقاطعَي ديكاري (Decarie) ودورفال (Dorval).
كما شملت مشاريع البنية التحتية: بناء شبكة النقل السريع الجديدة (Réseau express métropolitain)، وتجديد حي غريفينتاون (Griffintown)، وتوسعة خطوط المترو وشراء عربات قطار جديدة، وإعادة تأهيل وتوسعة مطار ترودو الدولي بالكامل، وإنهاء طريق كيبيك السريع 30 (Autoroute 30)، وإعادة بناء جسر شامبلان (Champlain Bridge)، وبناء جسر جديد برسوم عبور إلى مدينة لافال، وكلها مشاريع تسهم في استمرار نمو مونتريال.

## الجغرافيا

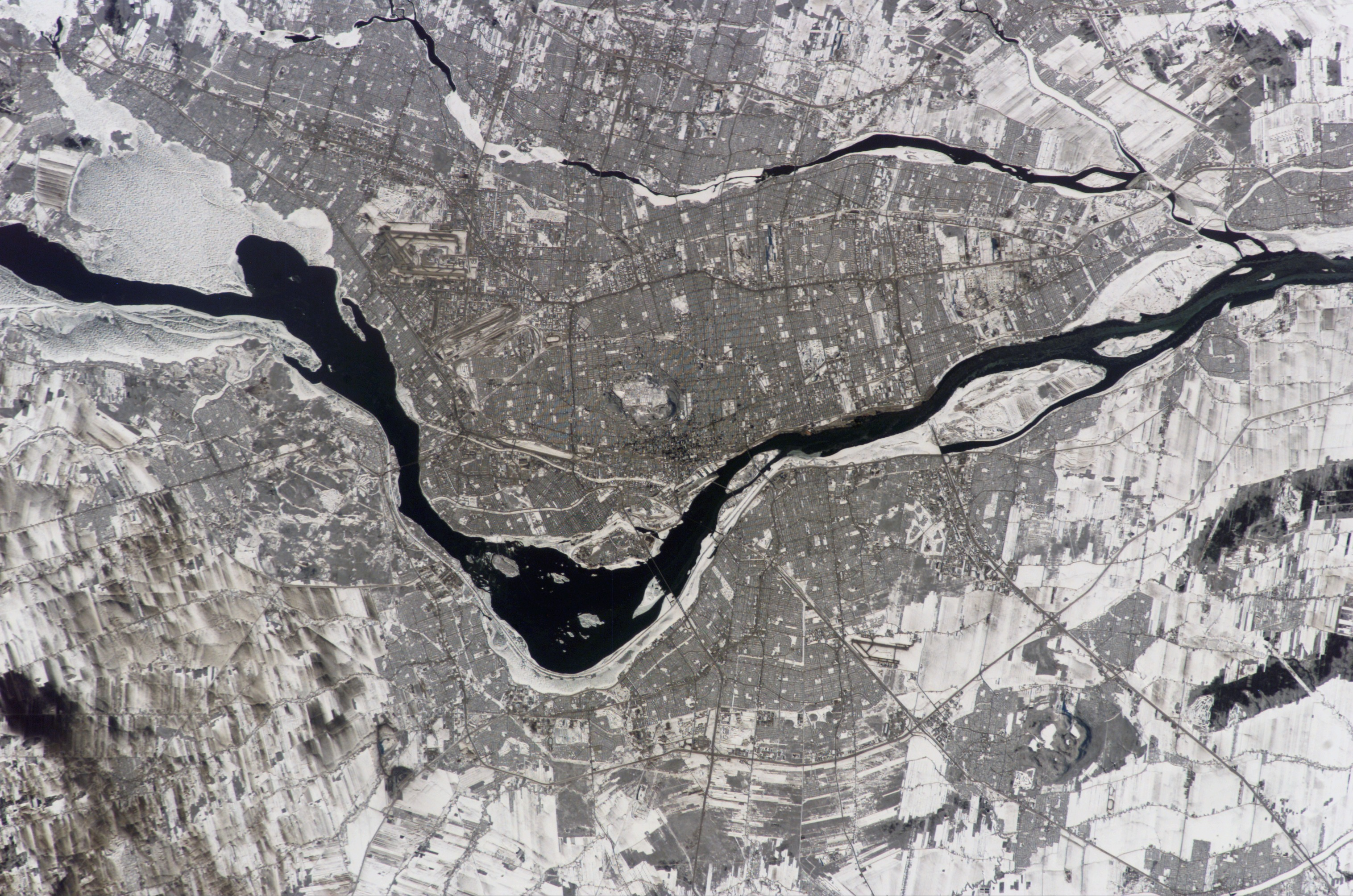
جزيرة مونتريال عند التقاء نهري سانت لورانس وأوتاوا.

جيولوجياً، تقع مونتريال على جزيرة تشكّلت نتيجة ترسبات جليدية خلال العصر الجليدي الأخير، مما منحها تربة خصبة وتضاريس منبسطة نسبياً. ويُعد جبل مون روايال جزءًا من سلسلة تلال مونتيريجيان (Monteregian Hills)، التي تشكلت قبل ملايين السنين بفعل نشاط بركاني تحت الأرض، ما ساهم في رسم ملامح المدينة وتخطيطها الحضري.
تقع مونتريال في جنوب غرب مقاطعة كيبيك، وتغطي معظم جزيرة مونتريال عند التقاء نهري سانت لورانس وأوتاوا. وتُعد المدينة نقطة محورية على طريق سانت لورانس البحري، الذي يربط البحيرات العظمى بالمحيط الأطلسي، ويقع ميناء مونتريال في أحد طرفيه. يُعرَّف موقع المدينة جغرافياً بوجود نهر سانت لورانس إلى الجنوب منها، ونهر ديس بريه (Rivière des Prairies) إلى الشمال. وتستمد المدينة اسمها من أبرز معالمها الطبيعية، جبل مونت رويال، وهو جبل ذو ثلاث قمم يبلغ ارتفاعه 232 مترًا فوق مستوى سطح البحر.
مونتريال هي مركز المجتمع الحضري المتروبوليتاني، ويحدّها من الشمال مدينة لافال، ومن الجنوب لونغوي (Longueuil)، سان لامبرت (Saint-Lambert)، بروسار (Brossard) وغيرها من البلديات. ومن الشرق ريبنتينيي (Repentigny)، ومن الغرب بلديات الويست آيلاند (West Island). كما تُحيط بها مناطق ناطقة بالإنجليزية مثل ويسماونت (Westmount)، مونتريال ويست (Montréal-Ouest)، آمستد (Hampstead)، كوت سان لوك (Côte Saint-Luc)، ومونت رويال (Mount Royal)، بالإضافة إلى مونتريال إيست (Montréal-Est) الناطقة بالفرنسية.

### المناخ
تُصنّف مونتريال ضمن مناخ قاري رطب بصيف دافئ وفقاً لتصنيف كوبن للمناخ (Dfb)، كما أنها تقع على حدود مناخ قاري رطب بصيف حار (Dfa). تكون فصول الصيف دافئة إلى حارة ورطبة، حيث يبلغ متوسط درجة الحرارة العظمى اليومية في يوليو ما بين 26 و27 درجة مئوية (79 إلى 81 فهرنهايت)، وغالباً ما تتجاوز درجات الحرارة 30 درجة مئوية (86 فهرنهايت). ومع ذلك، يمكن للجبهات الباردة أن تجلب طقساً جافاً مصحوباً بالرياح، خاصة في بدايات ونهايات فصل الصيف.

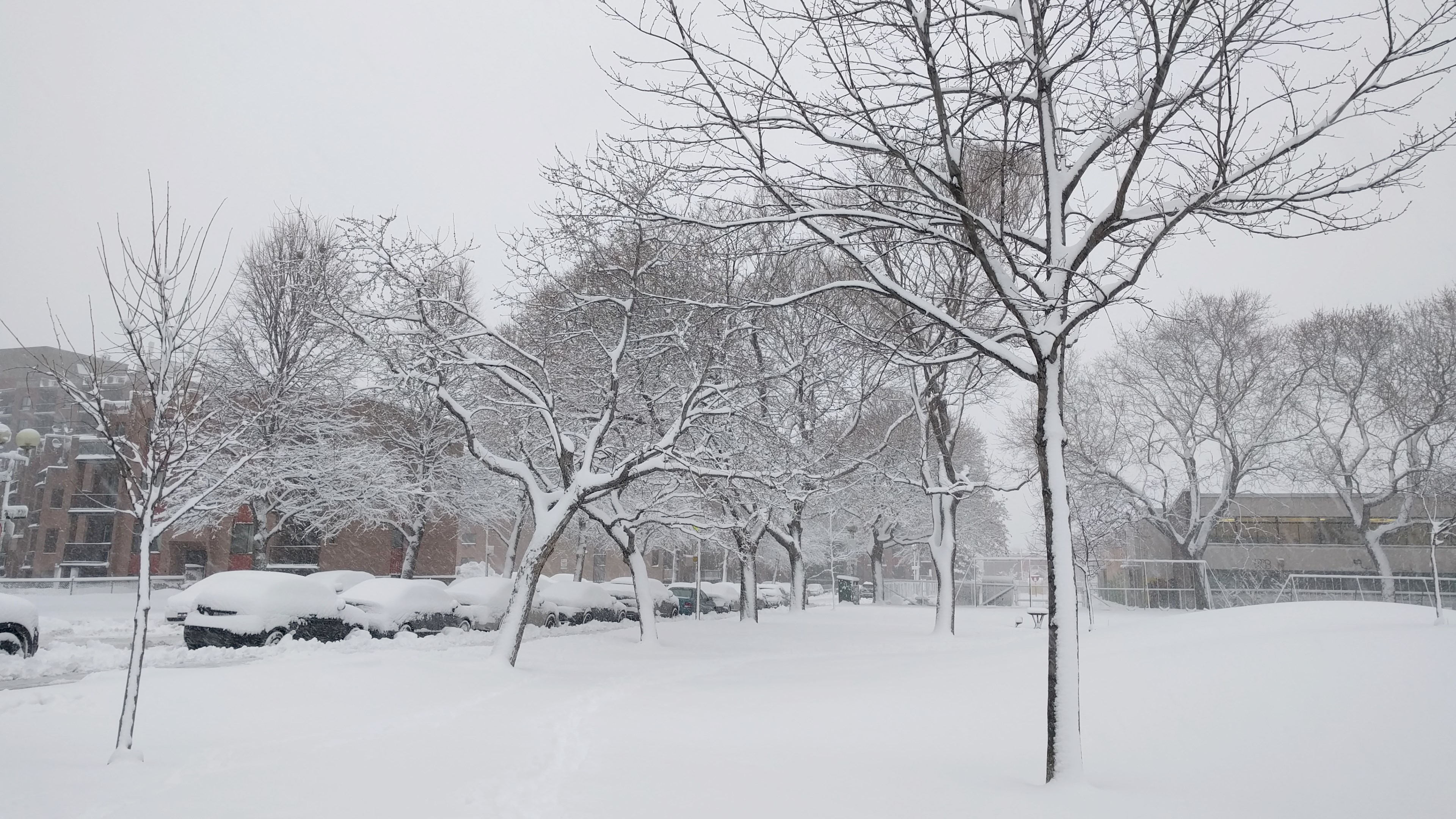
يجلب الشتاء في مونتريال طقساً بارداً ومثلجاً وعاصفاً، وأحياناً جليدياً.

أما في الشتاء، فغالباً ما يكون الطقس بارداً ومثلجاً وعاصفاً، وأحياناً متجمداً. يتراوح المتوسط اليومي لدرجات الحرارة في يناير بين −10.5 و−9 درجات مئوية (13.1 إلى 15.8 فهرنهايت). ومع ذلك، قد ترتفع درجات الحرارة في بعض أيام الشتاء فوق نقطة التجمد، مما يسمح بهطول الأمطار بمعدل 4 أيام تقريباً في كل من شهري يناير وفبراير. عادةً ما يستمر الغطاء الثلجي، سواء بشكل كامل أو جزئي، من الأسبوع الأول أو الثاني من ديسمبر حتى الأسبوع الأخير من مارس. وبينما لا تنخفض درجات الحرارة كل عام إلى ما دون −30 درجة مئوية (−22 فهرنهايت)، إلا أن تأثير الرياح يجعل الشعور بها أقل من ذلك عند ملامسة الجلد المكشوف.
الربيع والخريف يتميزان بطقس معتدل لطيف، ولكنهما يشهدان تقلبات حادة في درجات الحرارة، خاصة فصل الربيع. من الممكن حدوث موجات حر متأخرة أو ما يُعرف بـ"الصيف الهندي". كما يمكن أن تحدث عواصف ثلجية في أوائل نوفمبر وأواخر مارس، ونادراً ما تحصل في أبريل. عادةً ما تخلو مونتريال من الثلوج من أواخر أبريل حتى أواخر أكتوبر، ولكن قد تسقط الثلوج في أوائل إلى منتصف أكتوبر، أو في منتصف إلى أواخر مايو في حالات نادرة.
أدنى درجة حرارة مسجلة رسمياً من قبل هيئة البيئة الكندية كانت −37.8 درجة مئوية (−36 فهرنهايت) في 15 يناير 1957، وأعلى درجة حرارة مسجلة كانت 37.6 درجة مئوية (99.7 فهرنهايت) في 1 أغسطس 1975، وكلاهما في مطار مونتريال الدولي.
يبلغ متوسط هطول الأمطار السنوي حوالي 1,000 ملم (39 إنش)، بما في ذلك حوالي 210 سم (83 إنش) من الثلوج التي تتساقط عادة من نوفمبر حتى مارس. وتُعد العواصف الرعدية شائعة من أواخر الربيع حتى بداية الخريف. كما يمكن للعواصف الاستوائية أو بقاياها أن تتسبب في هطول أمطار غزيرة ورياح عاتية. يبلغ متوسط عدد ساعات سطوع الشمس في مونتريال سنوياً حوالي 2,050 ساعة، ويُعد الصيف أكثر الفصول إشراقاً، رغم أنه أكثر رطوبة من غيره من حيث كمية الأمطار، والتي تنتج في الغالب عن العواصف الرعدية.

## العمارة

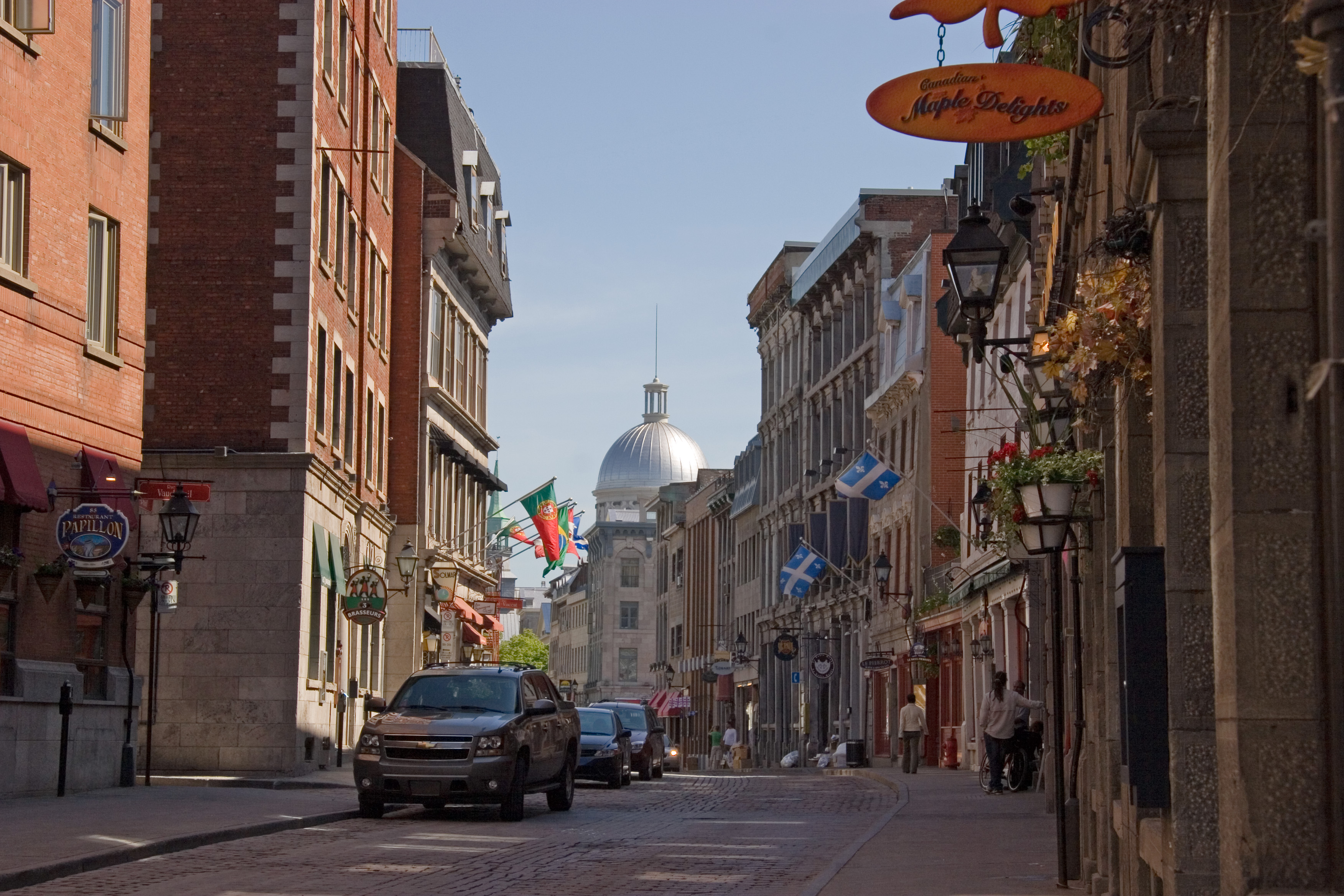
يمكن العثور على العديد من المباني التي تعود إلى الحقبة الاستعمارية في مونتريال القديمة، ويعود تاريخ عدد منها إلى أواخر القرن السابع عشر.

لأكثر من قرن ونصف، كانت مونتريال مركزاً صناعياً ومالياً لكندا. وقد ترك هذا الإرث وراءه مجموعة متنوعة من المباني، بما في ذلك المصانع ورافعات الحبوب والمخازن والمطاحن والمصافي، والتي توفر اليوم نظرة قيّمة على تاريخ المدينة، خاصة في وسط المدينة ومنطقة الميناء القديم. يوجد في مونتريال 50 موقعاً تاريخياً وطنياً في كندا، أكثر من أي مدينة أخرى.
تعود بعض أقدم المباني التي لا تزال قائمة في المدينة إلى أواخر القرن السابع عشر وأوائل القرن الثامن عشر. وعلى الرغم من أن معظمها يتركز في منطقة مونتريال القديمة، مثل معهد السولبيسيان (Saint-Sulpice Seminary) المجاور لكنيسة نوتردام (Notre-Dame Basilica)، والذي يعود إلى عام 1687، وقصر رامزي (Château Ramezay) الذي بُني عام 1705، فإن أمثلة العمارة الاستعمارية المبكرة منتشرة في أنحاء المدينة. يقع في لاشين منزل لو بير-لو موين (LeBer-LeMoyne House)، وهو أقدم مبنى كامل في المدينة، وقد بُني بين عامي 1669 و1671. أما في بوينت سان شارل (Pointe-Saint-Charles)، فيمكن للزوار مشاهدة منزل سان غابرييل (Maison Saint-Gabriel) الذي يعود تاريخه إلى عام 1698. ويوجد العديد من المباني التاريخية في مونتريال القديمة في شكلها الأصلي، مثل كنيسة نوتردام، وسوق بونسكور (Bonsecours Market)، والمقرات السابقة للبنوك الكندية الكبرى في شارع سان جاك (بالفرنسية: Rue Saint-Jacques). وتتميّز أقدم مباني المدينة بتأثيرها الفرنسي الفريد وبنائها بالحجر الرمادي.

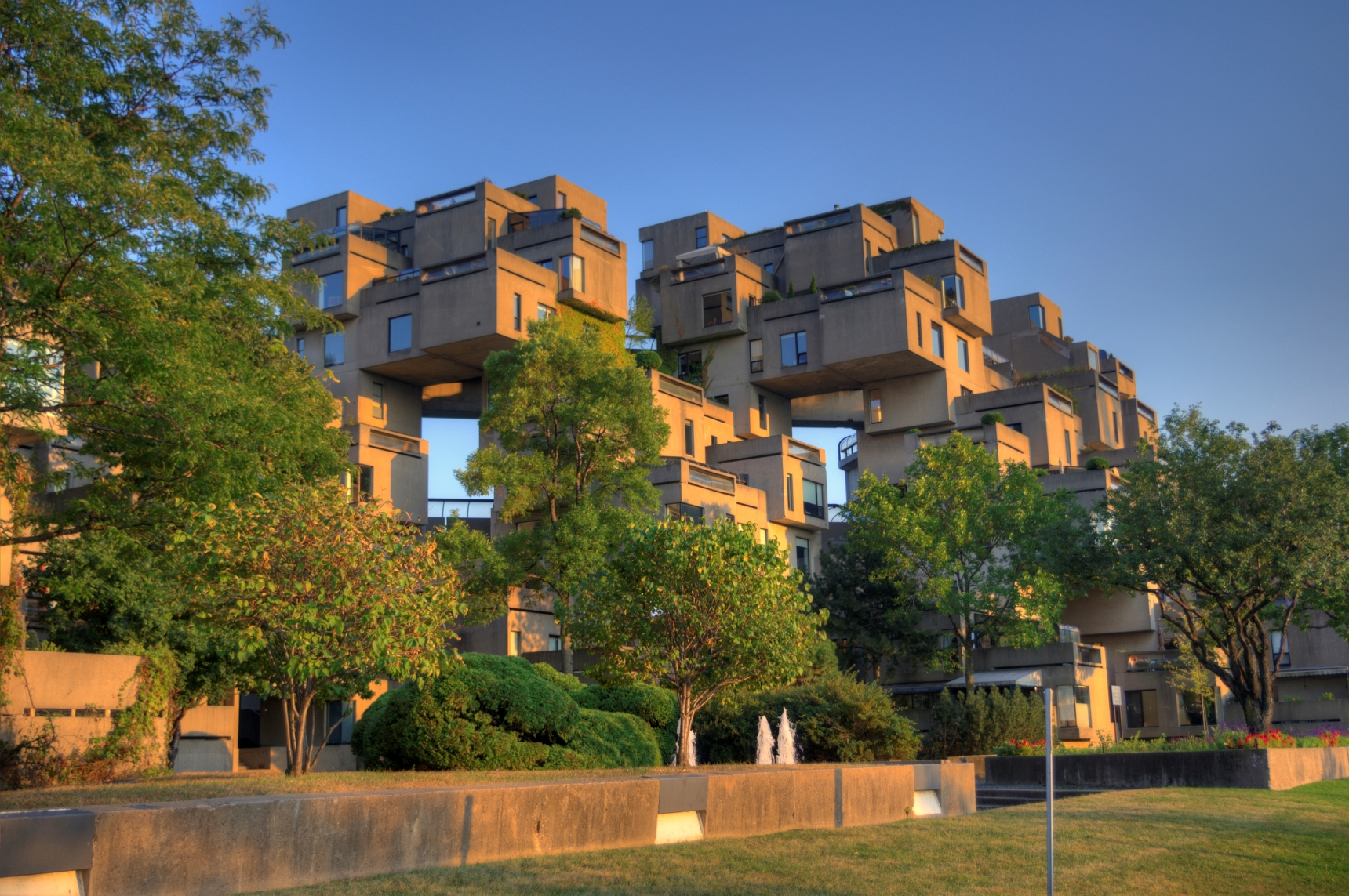
هابتيات 67 هو مجمع سكني ونموذج لمجتمع حضري تم تطويره لمعرض إكسبو 67 العالمي.

تشمل بعض الأمثلة البارزة على عمارة القرن العشرين في المدينة على كنيسة القديس سانت جوزيف (Saint Joseph’s Oratory)، التي اكتملت عام 1967، والمبنى الرئيسي لجامعة مونتريال بتصميم الفن الزخرفي من إرنست كورمير (Ernest Cormier)، وبرج مكاتب بلاس فيل ماري (Place Ville Marie) الشهير، والملعب الأولمبي المُثير للجدل والهياكل المحيطة به. كما عرضت أجنحة معرض إكسبو 67 مجموعة واسعة من التصاميم المعمارية. وعلى الرغم من أن معظم الأجنحة كانت مؤقتة، فإن بعضها أصبح معالم دائمة، مثل قبة المثلثات (Geodesic dome) التي صممها بوكمينستر فولر (Buckminster Fuller) للجناح الأميركي، والتي أصبحت الآن البيوسفير، ومجمع هابتيات 67 (Habitat 67) السكني المذهل الذي صممه موشيه صفدي (Moshe Safdie).
يضم مترو مونتريال أعمالاً فنية عامة لأشهر الفنانين في ثقافة كيبيك.
في عام 2006، تم تسمية مونتريال كمدينة التصميم من قبل اليونسكو، وهي واحدة من ثلاث عواصم للتصميم في العالم إلى جانب برلين وبوينس آيرس. ويعكس هذا اللقب المميز حيوية مجتمع التصميم في مونتريال. ومنذ عام 2005، أصبحت المدينة مقراً للمجلس الدولي لجمعيات التصميم الجرافيكي (Icograda).
أما مدينة مونتريال تحت الأرض (الاسم الرسمي: RÉSO)، فهي من أبرز المعالم السياحية في مونتريال، وهي شبكة تحت الأرض تربط بين مراكز التسوق وممرات للمشاة والجامعات والفنادق والمطاعم ومحطات المترو وغيرها، وتمتد عبر 32 كيلومتراً من الأنفاق على مساحة 12 كيلومتراً مربعاً في أكثر مناطق مونتريال كثافة سكانية.

## السكان
وفقاً لتعداد كندا لعام 2021 الذي أجرته هيئة الإحصاء الكندية (Statistics Canada)، بلغ عدد سكان مدينة مونتريال 1,762,949 نسمة، يقيمون في 816,338 وحدة سكنية خاصة من أصل 878,542 وحدة إجمالية، أي بزيادة قدرها 3.4٪ مقارنة بعدد السكان في عام 2016، والذي بلغ 1,704,694 نسمة. وبمساحة تبلغ 364.74 كيلومتراً مربعاً (140.83 ميلًا مربعًا)، بلغت الكثافة السكانية 4,833.4 نسمة لكل كيلومتر مربع (12,518.6 نسمة لكل ميل مربع) في عام 2021.
وفي نفس التعداد، سجلت المنطقة الحضرية الكبرى لمونتريال عدد سكان بلغ 4,291,732 نسمة، بزيادة قدرها 4.6٪ مقارنة بعدد سكانها عام 2016 الذي بلغ 4,104,074 نسمة.
سجّل تعداد عام 2021 وجود 270,430 طفلاً (15.3٪) تتراوح أعمارهم بين 0 و14 عاماً، في حين كان هناك 295,475 شخصاً (16.8٪) تبلغ أعمارهم 65 عاماً فما فوق.
وبحسب هيئة الإحصاء الكندية، من المتوقع أن يصل عدد سكان منطقة مونتريال الكبرى بحلول عام 2030 إلى حوالي 5,275,000 نسمة، منهم 1,722,000 من الأقليات الظاهرة.

### التركيب العرقي
تُشكّل الأعراق الأوروبية أكبر مجموعة عرقية في مدينة مونتريال. ووفقاً لتعداد عام 2006، كانت أبرز الأصول الأوروبية المبلغ عنها: الفرنسية (23٪)، الإيطالية (10٪)، الأيرلندية (5٪)، الإنجليزية (4٪)، الاسكتلندية (3٪)، والإسبانية (2٪).
أما التوزيع العرقي العام لسكان مدينة مونتريال حسب تعداد 2021 فكان على النحو التالي: الأوروبيون (1,038,940 نسمة أو 60.3٪ من السكان)، الأفارقة (198,610: 11.5٪)، العرب (159,435: 9.3٪)، جنوب آسيا (79,670: 4.6٪)، أمريكا اللاتينية (78,150: 4.5٪)، جنوب شرق آسيا (65,260: 3.8٪)،  شرق آسيا (64,825: 3.8٪)، السكان الأصليون (15,315: 0.9٪)، ومتعددو الأعراق (23,010: 1.3٪).
| التركيب العرقي   | 2021         | 2021   | 2016         | 2016   | 2011         | 2011   | 2006         | 2006   | 2001         | 2001   |
| التركيب العرقي   | تعداد السكان | %      | تعداد السكان | %      | تعداد السكان | %      | تعداد السكان | %      | تعداد السكان | %      |
| ---------------- | ------------ | ------ | ------------ | ------ | ------------ | ------ | ------------ | ------ | ------------ | ------ |
| أوروبيون         | 1,038,940    | 60.29% | 1,082,620    | 65.09% | 1,092,465    | 67.74% | 1,171,295    | 73.49% | 784,420      | 76.92% |
| أفارقة           | 198,610      | 11.53% | 171,385      | 10.3%  | 147,100      | 9.12%  | 122,880      | 7.71%  | 68,245       | 6.69%  |
| عرب              | 159,435      | 9.25%  | 137,525      | 8.27%  | 114,780      | 7.12%  | 76,910       | 4.83%  | 34,035       | 3.34%  |
| جنوب آسيا        | 79,670       | 4.62%  | 55,595       | 3.34%  | 53,515       | 3.32%  | 51,255       | 3.22%  | 33,310       | 3.27%  |
| أمريكا اللاتينية | 78,150       | 4.54%  | 67,525       | 4.06%  | 67,160       | 4.16%  | 53,970       | 3.39%  | 31,190       | 3.06%  |
| جنوب شرق آسيا    | 65,260       | 3.79%  | 58,315       | 3.51%  | 61,320       | 3.8%   | 47,950       | 3.01%  | 33,505       | 3.29%  |
| شرق آسيا         | 64,825       | 3.76%  | 61,400       | 3.69%  | 52,195       | 3.24%  | 52,650       | 3.3%   | 25,810       | 2.53%  |
| السكان الأصليون  | 15,315       | 0.89%  | 12,035       | 0.72%  | 9,510        | 0.59%  | 7,600        | 0.48%  | 3,555        | 0.35%  |
| أعراق أخرى       | 23,010       | 1.34%  | 16,835       | 1.01%  | 14,585       | 0.9%   | 9,205        | 0.58%  | 5,675        | 0.56%  |
| إجمالي الإجابات  | 1,723,230    | 97.75% | 1,663,225    | 97.57% | 1,612,640    | 97.76% | 1,593,725    | 98.34% | 1,019,735    | 98.1%  |
| إجمالي السكان    | 1,762,949    | 100%   | 1,704,694    | 100%   | 1,649,519    | 100%   | 1,620,693    | 100%   | 1,039,534    | 100%   |

### اللغة
بحسب من تعداد عام 2021، أفاد 47.0٪ من سكان مونتريال بأن اللغة الفرنسية وحدها هي لغتهم الأولى، في حين أفاد 13.0٪ بأن اللغة الإنجليزية وحدها هي لغتهم الأولى. وصرّح نحو 2٪ من السكان بأن اللغتين الإنجليزية والفرنسية هما لغتاهم الأولى، بينما قال 2.6٪ إنهم يتحدثون الفرنسية ولغة غير رسمية كلغتين أوليتين، و1.5٪ أفادوا بأنهم يتحدثون الإنجليزية ولغة غير رسمية كلغتين أوليتين. وأشار 0.8٪ من السكان إلى أن اللغات الثلاث، الإنجليزية والفرنسية ولغة غير رسمية، هي لغاتهم الأولى.
أما بالنسبة للغات غير الرسمية، فقد أفاد 32.8٪ من السكان بأن لغتهم الأولى هي لغة واحدة غير رسمية، في حين أفاد 0.3٪ بأنهم يتحدثون عدة لغات غير رسمية كلغات أولى. وكانت اللغات غير الرسمية الأكثر شيوعًا هي: العربية (5.7٪)، الإسبانية (4.6٪)، الإيطالية (3.3٪)، اللغات الصينية (2.7٪)، الكريولية الهايتية (1.6٪)، الفيتنامية (1.1٪)، والبرتغالية (1.0٪).

### الهجرة
أفاد تعداد عام 2021 أن عدد المهاجرين، وهم الأشخاص المولودين خارج كندا، في مونتريال بلغ 576,125 شخصاً، أي ما يعادل 33.4٪ من إجمالي سكان المدينة. ومن بين مجموع السكان المهاجرين، كانت الدول الأكثر تمثيلاً من حيث عدد السكان المولودين فيها هي: هايتي (47,550 نسمة أو 8.3٪ من السكان)، الجزائر (43,840: 7.6٪)، فرنسا (39,275: 6.8٪)، المغرب (33,005: 5.7٪)، إيطاليا (30,215: 5.2٪)، الصين (26,335: 4.6٪)، الفلبين (20,475: 3.6٪)، لبنان (17,455: 3.0٪)، فيتنام (16,395: 2.8٪)، والهند (13,575: 2.4٪).

### الدين
| الدين في مونتريال (2021) | الدين في مونتريال (2021) | الدين في مونتريال (2021) | الدين في مونتريال (2021) | الدين في مونتريال (2021) |
| ------------------------ | ------------------------ | ------------------------ | ------------------------ | ------------------------ |
| الدين                    | الدين                    |                          |                          | النسبة (%)               |
| المسيحية                 | المسيحية                 |                          | 49.5%                    | 49.5%                    |
| اللادينية                | اللادينية                |                          | 31.0%                    | 31.0%                    |
| الإسلام                  | الإسلام                  |                          | 12.7%                    | 12.7%                    |
| اليهودية                 | اليهودية                 |                          | 2.1%                     | 2.1%                     |
| الهندوسية                | الهندوسية                |                          | 1.8%                     | 1.8%                     |
| البوذية                  | البوذية                  |                          | 1.5%                     | 1.5%                     |
| السيخية                  | السيخية                  |                          | 0.9%                     | 0.9%                     |
| أُخرى                     | أُخرى                     |                          | 0.5%                     | 0.5%                     |

تُعد منطقة مونتريال الكبرى ذات أغلبية كاثوليكية رومانية، إلا أن نسبة الحضور الأسبوعي إلى الكنائس في كيبيك كانت من بين الأدنى في كندا عام 1998. تاريخياً، كانت مونتريال مركزاً للكاثوليكية الرومانية في أمريكا الشمالية، إذ تضم العديد من المعاهد الدينية والكنائس البارزة، مثل كاتدرائية نوتردام (Notre-Dame Basilica)، وكاتدرائية ماري ملكة العالم (Cathédrale Marie-Reine-du-Monde)، وكنيسة القديس سانت جوزيف (Saint Joseph's Oratory).
بلغت نسبة السكان المسيحيين في عام 2021 نحو 49.5٪ من إجمالي السكان، وكان الجزء الأكبر منهم من الكاثوليك الرومانيين (35.0٪)، ويُعزى ذلك في الأساس إلى أحفاد المستوطنين الفرنسيين الأوائل، إضافةً إلى آخرين من أصول إيطالية وأيرلندية. وشكّل البروتستانت، بمن فيهم أتباع الكنائس الأنجليكانية والمتحدة واللوثرية، نسبة 11.3٪ من السكان، وغالباً ما تعود أصولهم إلى بريطانيا وألمانيا. كما بلغت نسبة المسيحيين الأرثوذكس 3.2٪، ومعظمهم من أصل يوناني، بالإضافة إلى أتباع الكنائس الأرثوذكسية الروسية والأوكرانية.
يُعد الإسلام أكبر ديانة غير مسيحية في مونتريال، حيث بلغ عدد المسلمين 218,395 شخصًا في عام 2021، وهو ما يمثّل ثاني أكبر تجمع للمسلمين في كندا بنسبة 12.7٪. أما الجالية اليهودية في مونتريال فقد بلغ عدد أفرادها 90,780 شخصاً. وتشكل الجالية اليهودية الأغلبية أو نسبة كبيرة من السكان في بعض المدن مثل كوت سان لوك (Côte Saint-Luc) وآمستد (Hampstead). وفي عام 1971، بلغ عدد اليهود في منطقة مونتريال الكبرى 109,480 شخصاً. وقد دفعت الظروف السياسية والاقتصادية العديد منهم إلى مغادرة مونتريال ومقاطعة كيبيك في العقود التالية.

## الاقتصاد
تُعد مونتريال ثاني أكبر اقتصاد بين المدن الكندية من حيث الناتج المحلي الإجمالي (GDP)، والأكبر في مقاطعة كيبيك. في عام 2019، ساهمت منطقة مونتريال الحضرية بمبلغ 234.0 مليار دولار كندي من إجمالي الناتج المحلي لكيبك البالغ 425.3 مليار دولار كندي. وتُعتبر المدينة اليوم مركزاً مهمًا للتجارة والتمويل والصناعة والتكنولوجيا والثقافة والعلاقات الدولية، كما أنها المقر الرئيسي لبورصة مونتريال (Montreal Exchange). وعلى الرغم من أن مونتريال كانت تُعتبر خلال العقود الماضية أضعف اقتصادياً مقارنة بمدينة تورونتو وغيرها من المدن الكندية الكبرى، فإنها شهدت مؤخراً انتعاشاً ملحوظاً في أدائها الاقتصادي.
تشمل الصناعات في مونتريال مجالات متعددة مثل: صناعة الطيران، السلع الإلكترونية، الأدوية، المطبوعات، هندسة البرمجيات، الاتصالات، صناعة النسيج والملابس، التبغ، البتروكيماويات، والنقل. ويُعتبر قطاع الخدمات قوياً كذلك، ويشمل الهندسة المدنية والميكانيكية وهندسة العمليات، والمالية، والتعليم العالي، والبحث والتطوير. في عام 2002، كانت مونتريال رابع أكبر مركز في أمريكا الشمالية من حيث عدد الوظائف في قطاع الطيران.

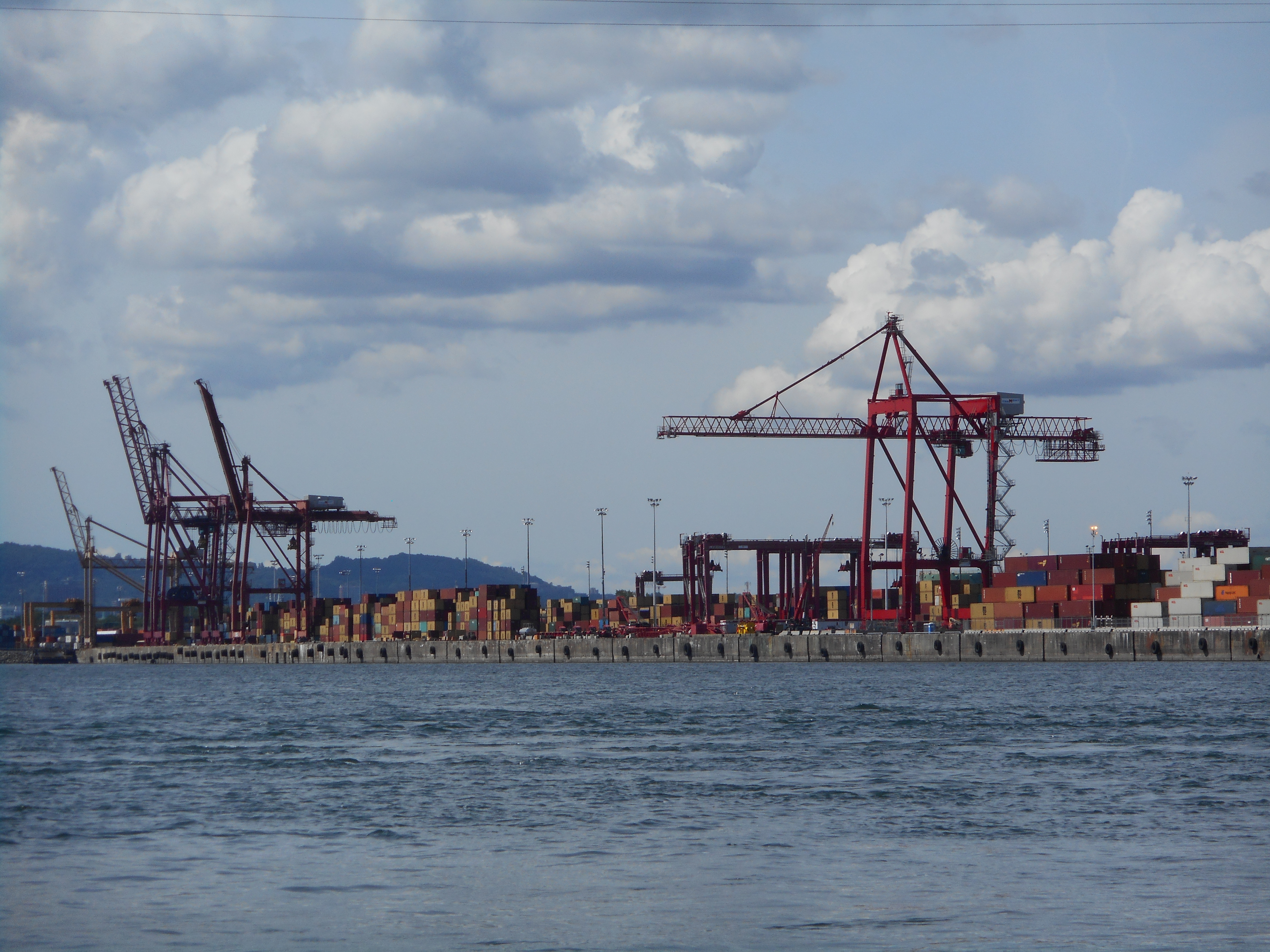
ميناء مونتريال.

يُعد ميناء مونتريال من أكبر الموانئ الداخلية في العالم، حيث تعامل مع 26 مليون طن من البضائع سنوياً حتى عام 2008. وبصفته واحداً من أهم الموانئ في كندا، يبقى نقطة توزيع رئيسية للحبوب، والسكر، ومنتجات النفط، والآلات، والسلع الاستهلاكية. ولهذا السبب، تُعد مونتريال مركزاً رئيسياً للسكك الحديدية في كندا، وكانت ولا تزال مدينة حيوية في شبكة النقل بالقطارات؛ فهي تحتضن المقر الرئيسي لشركة السكك الحديدية الوطنية الكندية (Canadian National Railway)، وكانت أيضاً مقر شركة السكك الحديدية الكندية الباسيفيكية (Canadian Pacific Railway) حتى عام 1995.
يقع المقر الرئيسي لوكالة الفضاء الكندية (Canadian Space Agency) في مدينة لونغوي (Longueuil) جنوب شرق مونتريال. وتستضيف مونتريال كذلك المقر الرئيسي للمنظمة الدولية للطيران المدني (ICAO)، وهي هيئة تابعة للأمم المتحدة، والوكالة العالمية لمكافحة المنشطات (WADA)، وهي هيئة أولمبية، والمجلس الدولي للمطارات (Airports Council International – ACI World)، والاتحاد الدولي للنقل الجوي (IATA)، وبرنامج تدقيق السلامة التشغيلية التابع لـ IATA، بالإضافة إلى غرفة التجارة الدولية للمثليين والمثليات (IGLCC)، فضلًا عن عدد من المنظمات الدولية الأخرى في مجالات متنوعة.
تُعد مونتريال مركزاً مهماً لإنتاج الأفلام والبرامج التلفزيونية. فهي تحتضن المقر الرئيسي لشركة أليانس فيلمز (Alliance Films)، بالإضافة إلى خمسة استوديوهات تابعة للمكتب الوطني الكندي للأفلام (National Film Board of Canada) الحائز على جائزة الأوسكار، كما تضم مقري وكالة تيليفيلم كندا (Telefilm Canada) وهيئة إي سي آي راديو كندا (Ici Radio-Canada Télé). وبفضل تنوعها المعماري وتوافر خدمات الإنتاج الفني وفرق العمل المحترفة، تُعد مونتريال موقعًا مفضلًا لتصوير الأفلام الطويلة، وغالباً ما تُستخدم كموقع بديل لتصوير مشاهد تُجسّد مدناً أوروبية.
كما تحتضن المدينة عدداً من المهرجانات الثقافية والسينمائية والموسيقية المعروفة عالمياً مثل: مهرجان جست فور لوفس (Just For Laughs)، وبرنامج جست فور لوفس غاغ (Just For Laughs Gags)، ومهرجان مونتريال الدولي للجاز، وغيرها، وهي فعاليات تساهم بشكل كبير في دعم اقتصاد المدينة. كما أنها مقر لأحد أكبر المشاريع الثقافية في العالم، سيرك دو سوليه (Cirque du Soleil).
تُعد مونتريال أيضاً مركزاً عالمياً لأبحاث الذكاء الاصطناعي، إذ تنشط في هذا القطاع العديد من الشركات العالمية مثل فيسبوك (Facebook)، وأبحاث مايكروسوفت (Microsoft Research)، وجوجل برين (Google Brain)، وديب مايند (DeepMind)، وسامسونج (Samsung Research)، ومجموعة تاليس (Thales). كما تحتضن المدينة معهد ميلا (Mila)، وهو معهد أبحاث متخصص في الذكاء الاصطناعي يضم أكثر من 500 باحث متخصص في التعلم العميق، ويُعد الأكبر من نوعه في العالم في هذا المجال.

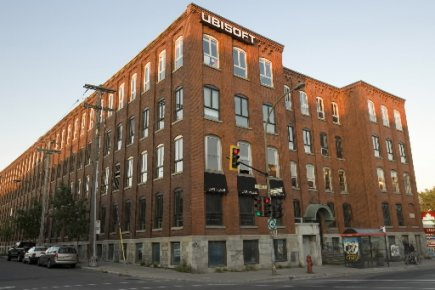
مبنى شركة يوبي سوفت (Ubisoft) في مونتريال.

ومنذ افتتاح شركة يوبي سوفت (Ubisoft) فرعها في مونتريال في 2 نوفمبر 1995، شهدت صناعة ألعاب الفيديو في المدينة نمواً كبيراً. وقد أصبحت مونتريال وجهة جاذبة لعدد من أكبر مطوري وناشري ألعاب الفيديو عالمياً مثل إي آيه (EA)، وإيدوس إنتراكتيف (Eidos Interactive)، وبايوير (BioWare)، وبيهيفيور إنتراكتيف (Behaviour Interactive)، وستراتيجي فيرست (Strategy First)، وتي إتش كيو (THQ)، وغيم لوفت (Gameloft)، ويعود ذلك أساساً إلى جودة الكفاءات المحلية المتخصصة، والحوافز الضريبية التي تقدمها الحكومة للشركات. وفي عام 2010، أعلنت شركة وارنر برذرز إنترآكتيف إنترتيمنت (Warner Bros. Interactive Entertainment)، وهي فرع من شركة وارنر برذرز (Warner Bros)، عن افتتاحها لاستوديو ألعاب جديد في المدينة.
تلعب مونتريال دوراً مهماً في قطاع الخدمات المالية، إذ يعمل في هذا القطاع ما يقارب 100,000 شخص في منطقة مونتريال الكبرى. واعتباراً من مارس 2018، احتلت المدينة المرتبة الثانية عشرة في مؤشر المراكز المالية العالمية (Global Financial Centres Index)، وهو تصنيف دولي لمدى تنافسية المراكز المالية حول العالم. وتحتضن المدينة بورصة مونتريال، وهي أقدم بورصة في كندا والوحيدة المتخصصة في المشتقات المالية في البلاد.

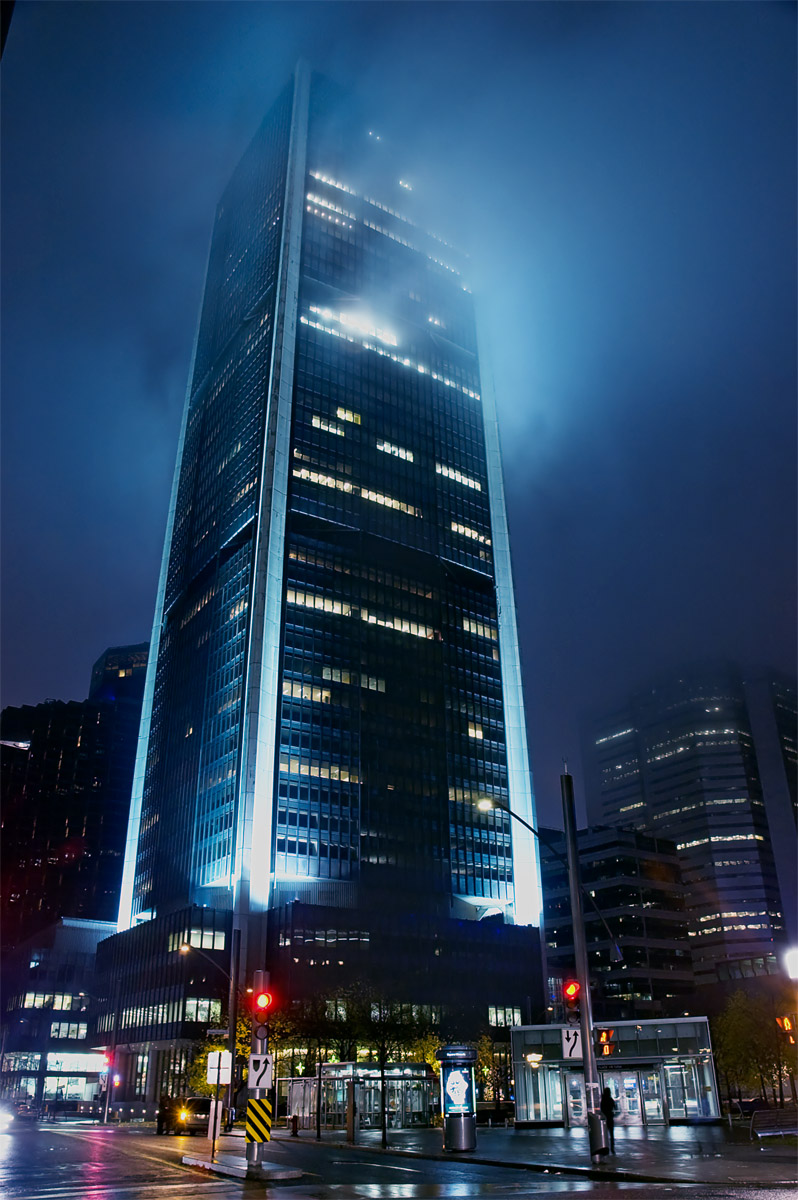
برج البورصة (Tour de la Bourse) كان مقرًا لبورصة مونتريال من عام 1965 حتى عام 2018.

كانت مونتريال المقر الرئيسي لكل من بنك مونتريال (Bank of Montreal) والبنك الملكي الكندي (Royal Bank of Canada)، وهما من أكبر البنوك في كندا. وعلى الرغم من نقل مقريهما الرئيسيين إلى مدينة تورونتو في مقاطعة أونتاريو، فإن مقريهما القانونيين لا يزالان في مونتريال. وتضم المدينة أيضاً المقرات الرئيسية لبنكين أصغر هما: البنك الوطني الكندي (National Bank of Canada) وبنك لورانتيان الكندي (Laurentian Bank of Canada). كما يوجد المكتب الرئيسي لصندوق الودائع والتنسيب في كيبيك (Caisse de dépôt et placement du Québec) في مونتريال، وهي جهة تدير أصولًا تتجاوز قيمتها 408 مليار دولار كندي. وتعمل العديد من الفروع التابعة لمؤسسات مالية أجنبية في المدينة أيضاً، مثل إتش إس بي سي (HSBC)، وشركة أي أو أن للتأمين (Aon)، وسوسيتيه جنرال (Société Générale)، وبي إن بي باريبا (BNP Paribas)، وأكسا (AXA).
تحتضن منطقة مونتريال الكبرى مقرات العديد من الشركات الكبرى، من بينها: ريو تينتو ألكان (Rio Tinto Alcan)، بومباردييه (Bombardier)، شركة السكك الحديدية الوطنية الكندية (Canadian National Railway)، مجموعة سي جي آي، طيران كندا (Air Canada)، طيران ترانسات (Air Transat)، سابوتو (Saputo)، سيرك دو سوليه (Cirque du Soleil)، مجموعة ستينغراي (Stingray Group)، كويبكور (Quebecor)، أولترامار (Ultramar)، كروجر (Kruger)، مجموعة جان كوتو (Jean Coutu Group)، يونيبريكس (Uniprix)، بيل كندا (Bell Canada)، هيدرو كيبيك (Hydro-Québec)، برات آند ويتني كندا (Pratt and Whitney Canada)، مولسون (Molson)، أليمونتاسيون كوش-تار (Alimentation Couche-Tard)، فيا رايل (Via Rail)، وصندوق الودائع والتنسيب في كيبيك (Caisse de dépôt et placement du Québec).
كما يُعد مركز مونتريال لتكرير النفط أكبر مركز لتكرير النفط في كندا، ويضم شركات مثل: بترو-كندا (Petro-Canada)، أولترامار، غلف أويل (Gulf Oil)، بترومونت (Petromont)، آشلاند كندا (Ashland Canada)، باراشيم للبتروكيماويات (Parachem Petrochemical)، كوستال للبتروكيماويات (Coastal Petrochemical)، إنتركويزا (Interquisa – Cepsa)، ونوفا للكيماويات (Nova Chemicals)، وغيرها. في عام 2010، قررت شركة شل (Shell) إغلاق المركز، ما أدى إلى فقدان المئات من وظائفهم وزيادة اعتماد كندا الشرقية على مصافي النفط الأجنبية.

## الثقافة
تمت الإشارة إلى مونتريال بأنها "العاصمة الثقافية لكندا" من قبل مجلة مونوكل (Monocle). وتُعد المدينة مركز كندا للإنتاج التلفزيوني والإذاعي والمسرحي والسينمائي والوسائط المتعددة والنشر الورقي باللغة الفرنسية. وقد منحتها تعددية مجتمعاتها الثقافية طابعاً محلياً مميزاً. كما اختارتها اليونسكو عاصمة عالمية للكتاب لعام 2005.

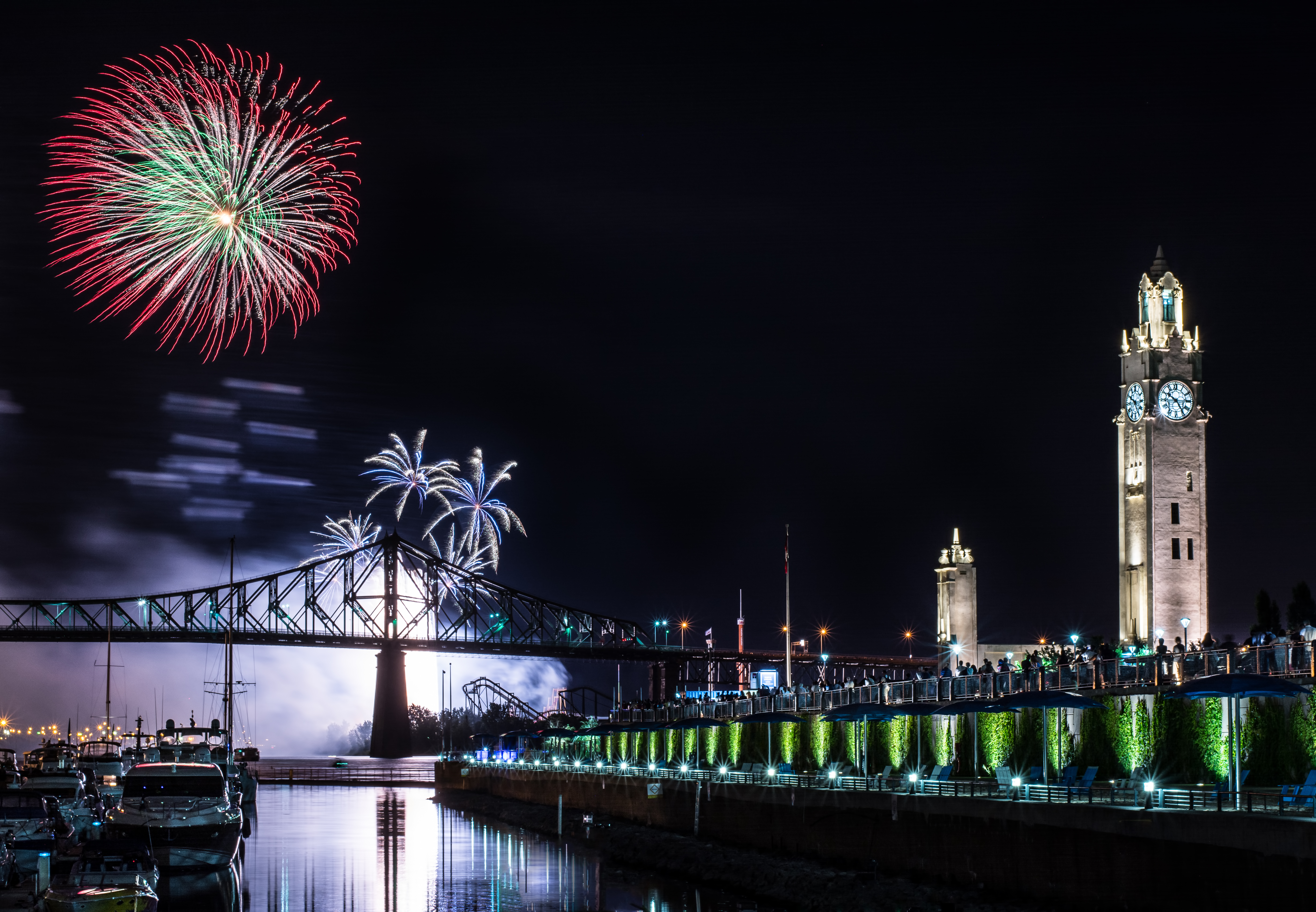
مهرجان مونتريال للألعاب النارية هو أكبر مهرجان سنوي للألعاب النارية في العالم.

كونها تقع عند التقاء التقاليد الفرنسية والإنجليزية، طورت مونتريال طابعاً ثقافياً فريداً ومتميزاً. وقد أنجبت المدينة العديد من المواهب في مجالات الفنون البصرية، والمسرح، والرقص، والموسيقى، مع تقليد طويل في إنتاج موسيقى الجاز والروك. ومن السمات المميزة الأخرى لمدينة مونتريال هي الحياة الثقافية الحيوية في وسط المدينة، خصوصاً خلال فصل الصيف، نتيجة الفعاليات الثقافية والاجتماعية المتعددة، بما في ذلك أكثر من 100 مهرجان سنوي، أبرزها مهرجان مونتريال الدولي للجاز، الذي يُعد أكبر مهرجان جاز في العالم. ومن الفعاليات الشهيرة الأخرى: مهرجان جست فور لوفس (Just for Laughs) والذي يُعد أكبر مهرجان كوميدي في العالم، مهرجان مونتريال السينمائي العالمي، مهرجان السينما الجديدة، مهرجان الخيال السينمائي الدولي، مهرجان Les FrancoFolies de Montréal، مهرجان Nuits d'Afrique، مهرجان Pop Montreal، مهرجان Divers/Cité، مهرجان Fierté Montréal، مهرجان الألعاب النارية في مونتريال، مهرجان Igloofest، مهرجان Piknic Électronik، مهرجان Montréal en Lumière، مهرجان Osheaga، مهرجان Heavy Montréal، مهرجان Mode + Design، مهرجان Montréal complètement cirque، مهرجان MUTEK، مهرجان Black and Blue، بالإضافة إلى العديد من المهرجانات الأصغر. كما تُعرف مونتريال أيضاً بحياتها الليلية المتنوعة و النابضة بالحيوية، والتي تُعتبر جزءاً أساسياً من بيئتها الثقافية المحلية.
يُعد Place des Arts مجمعاً ثقافياً رئيسياً في وسط مدينة مونتريال، يضم قاعات للعروض الموسيقية والمسرحية تحيط بساحة مركزية. ويُعتبر المقر الرئيسي لأوركسترا مونتريال السيمفونية، بالإضافة إلى أوركسترا Métropolitain وأوركسترا الحجرة Musici de Montréal. كما تقدم أوبرا مونتريال وفرقة Les Grands Ballets Canadiens عروضهما هناك. وقد حظيت فرق الرقص الطليعي مثل Compagnie Marie Chouinard وLa La La Human Steps بشهرة عالمية وأسهمت في نجاح سيرك دو سولي (Cirque du Soleil).

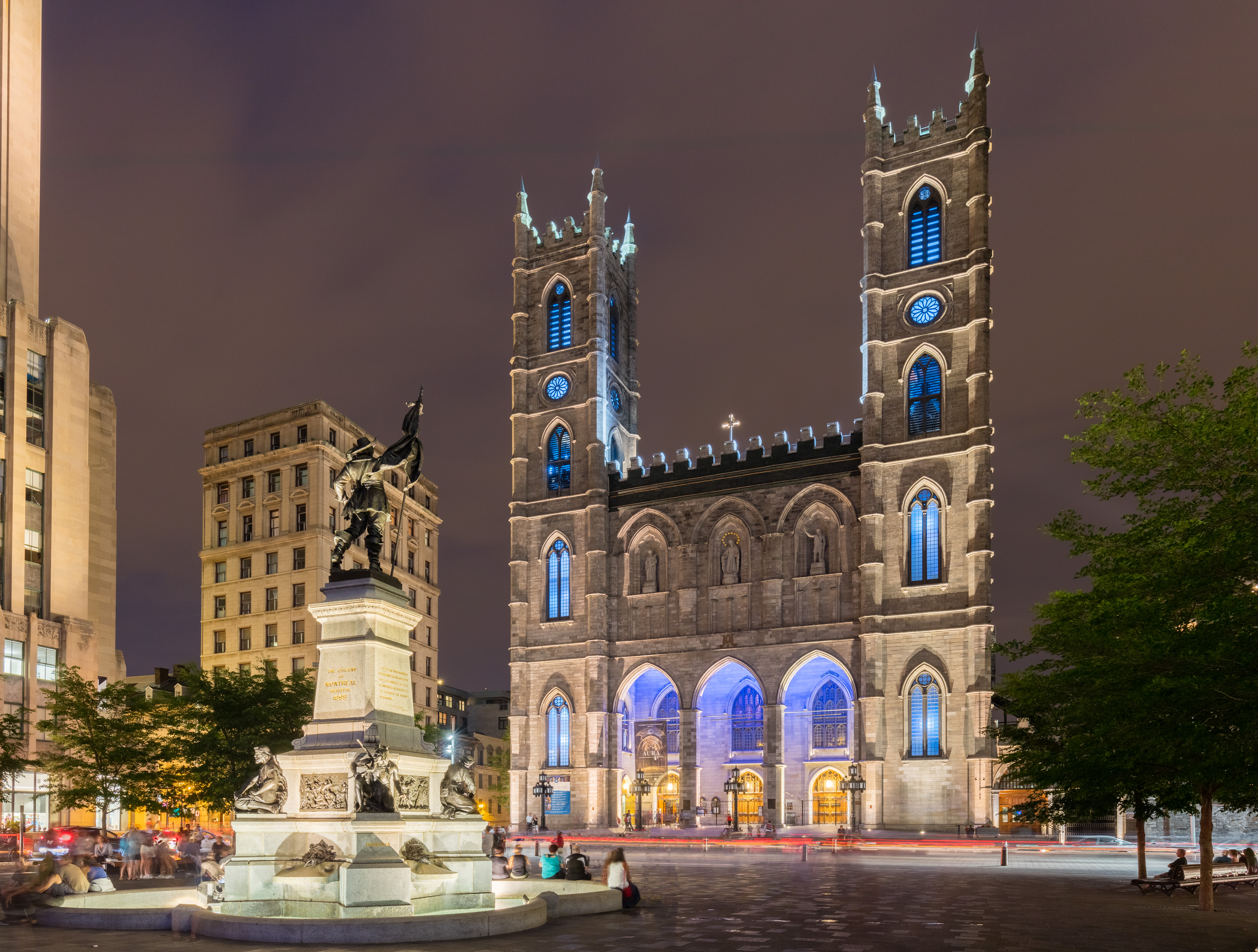
منظر لكاتدرائية نوتردام من ساحة بلاس دارم (Place d'Armes). أدّى عدد الكنائس في مونتريال إلى تسميتها بـ"مدينة المئة برج".

تُعرف مونتريال بلقب مدينة المئة برج، وهي مشهورة بكنائسها العديدة. يُقدّر عدد الكنائس على الجزيرة بحوالي 650 كنيسة، منها 450 كنيسة تعود إلى القرن التاسع عشر أو إلى فترات أقدم. وقد علّق مارك توين قائلاً: "هذه أول مرة أكون فيها في مدينة لا يمكنك أن ترمي فيها حجراً دون أن تكسر نافذة كنيسة".
تضم المدينة أربع كاتدرائيات كاثوليكية رومانية: كاتدرائية ماري ملكة العالم، وكاتدرائية نوتردام، وكاتدرائية سانت باتريك، وكنيسة سانت جوزيف. وتُعد كنيسة سانت جوزيف (Saint Joseph’s Oratory) أكبر كنيسة في كندا، وتمتلك ثاني أكبر قبة نحاسية في العالم بعد كاتدرائية القديس بطرس في روما.
ابتداءً من أربعينيات القرن العشرين، بدأ الأدب الكيبيكي بالتحول من القصص الريفية التي كانت تُجمل الحياة في الريف الفرنسي الكندي إلى الكتابة التي تدور أحداثها في مدينة مونتريال متعددة الثقافات. ومن الأعمال الريادية البارزة التي وصفت طابع المدينة رواية غابرييل رواي Bonheur d'occasion الصادرة عام 1945 (والتي تُرجمت إلى الإنجليزية بعنوان The Tin Flute)، ورواية غواثالين غراهام Earth and High Heaven الصادرة عام 1944. ومن بين الكتاب الذين تناولوا مونتريال في أعمالهم لاحقاً: موردخاي ريتشلر، كلود جاسمان، ميشيل ترومبلي، فرانسينا نويل، وهيذر أونيل، بالإضافة إلى العديد من الكُتاب الآخرين.

## التعليم

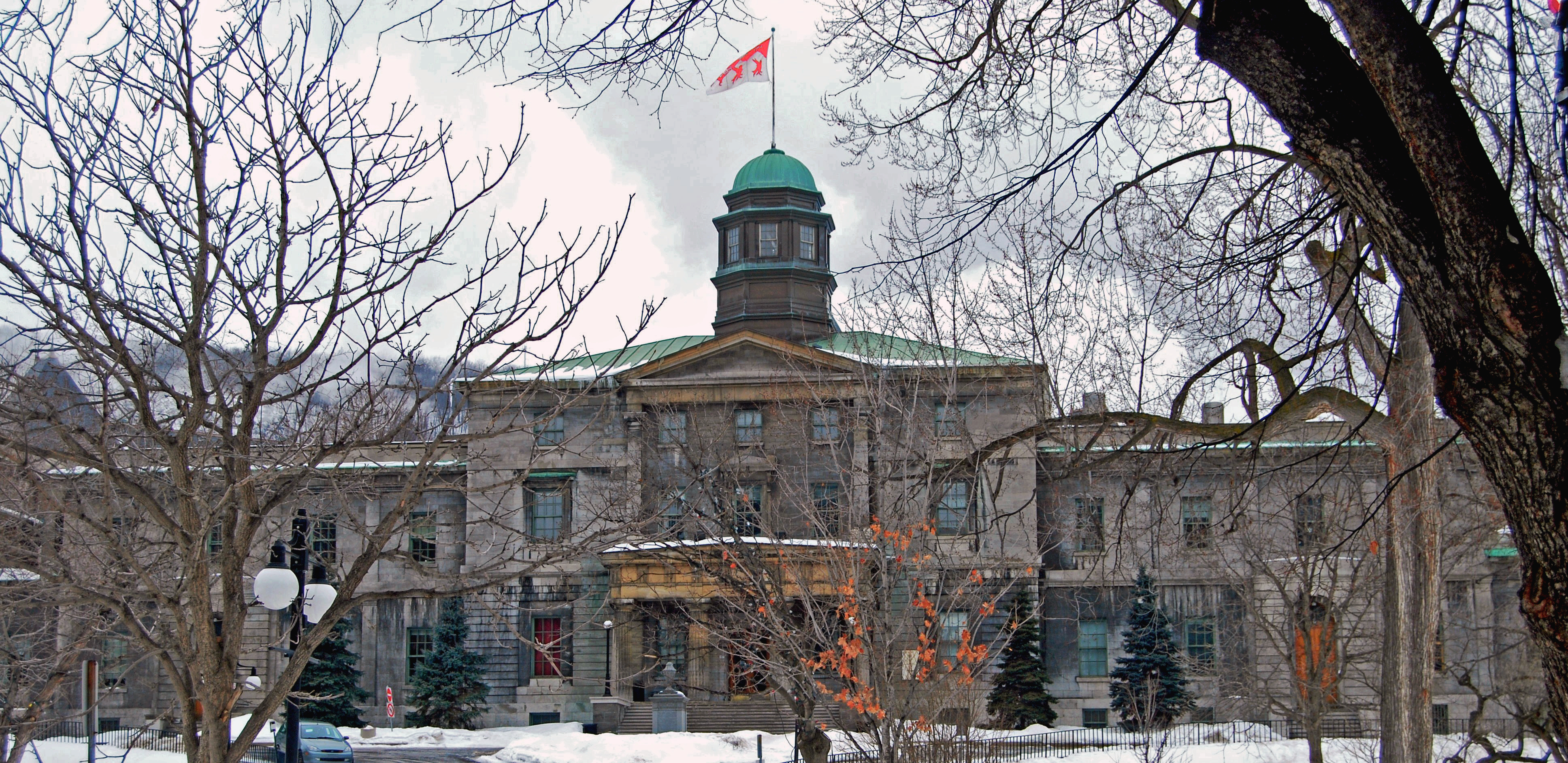
مبنى الفنون في جامعة مقيل

أدّى موضوع حقوق اللغة في المدارس إلى جدَل في مونتريال؛ حيث يعتقد بعض الناطقين بالفرنسية أن على جميع المدارس استخدام اللغة الفرنسية في التدريس. وعارض سكان مونتريال الذين يفضلون تعليم أطفالهم في مدارس اللغة الإنجليزية هذه الفكرة؛ لأنهم يساندون بقوة القوانين الكندية الحالية؛ التي تضمن لهم حق اختيار لغة تعليم أطفالهم. تواجه مونتريال ـ مثل المدن الكبيرة الأخرى ـ مشاكل مثل التمييز والفقر. فمعظم الوظائف المهمة والمساكن الجيدة تعود إلى الأقلية الناطقة بالإنجليزية بينما تعاني الغالبية الفرنسية كثيراً، وقد خلق هذا الموقف كثيراً من التوترات الاجتماعية في المدينة.

## السياسة

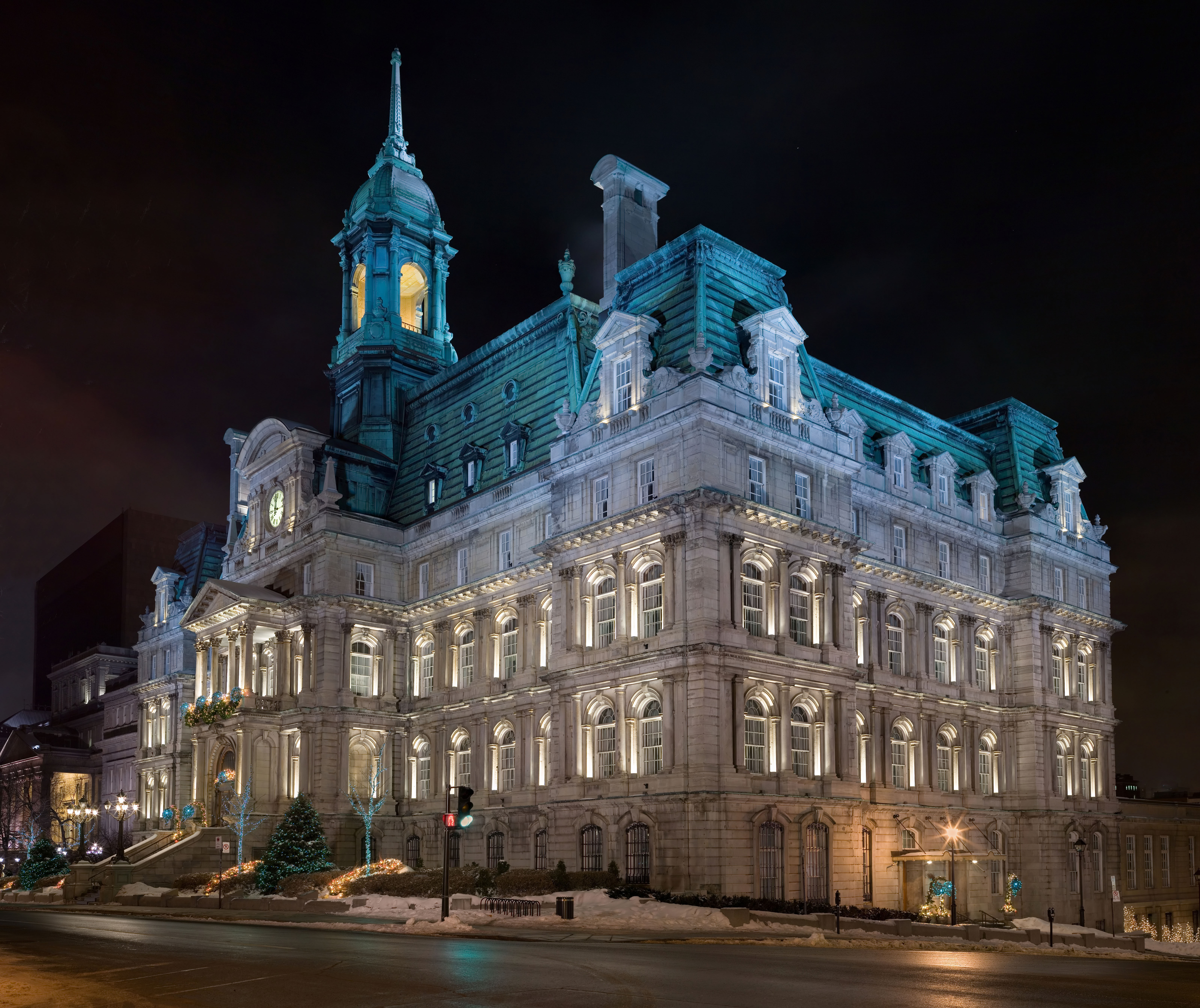
مبنى المدينة

وتوجد قيادة الحركة الانفصالية في مونتريال، وتهدف هذه الحركة إلى جعل كيبك دولة مستقلة منفصلة عن بقية كندا. وحاول قليل من الانفصاليين التّرويج للحركة من خلال الإرهاب مثل قصف المتاجر التي يملكها الإنجليز.
تُعتبر مونتريال المركز الرئيسي للنقل في كندا؛ فقد جعلها طريق سانت لورنس البحري نقطة توقف رئيسية للسفن المبحرة بين البحيرات العظمى والمحيط الأطلسي.

## تعليم
- اللجنة المدرسية لمدينة مونتريال

## وصلات خارجية
- مونتريال (بالفرنسية)/(بالإنجليزية)